# الرياض
الرِّيَاض هي عاصمة المملكة العربية السعودية،  وأكبر مدنها وثالث أكبر عاصمة عربية من حيث عدد السكان. تقع الرياض وسط شبه الجزيرة العربية في هضبة نجد، على ارتفاع 600 متر فوق مستوى سطح البحر. وهي مقر إمارة منطقة الرياض حسب التقسيم الإداري للمناطق السعودية. يسكن مدينة الرياض 7.009.120 مليون نسمة وفق إحصائيات تعداد السعودية 2022. وتعتبر العاصمة السعودية إحدى أسرع مدن العالم توسعًا،  فخلال نصف قرن من نشأتها اتسعت مساحة المدينة الصغيرة إلى 1800 كيلو متر مربع، حتى بلغت 3.115 كم2. في الوقت الحاضر.
اكتسبت الرياض أهمية تاريخية وسياسية وتجارية منذ أن كانت مدينة قديمة، وعاصمة لإقليم اليمامة تسمى (حجر). وبعد مرور 90 عاماً على اختيارها كعاصمة للدولة السعودية الثانية ثم الثالثة،  كانت الرياض ومازالت مسرحاً للعديد من الأحداث السياسية والاقتصادية والثقافية. حيث نالت لقب عاصمة الثقافة العربية في عام 2000، وعاصمة الإعلام العربي في 2019. واستضافت العديد من المؤتمرات والقمم المحلية والخليجية والعربية والعالمية. كانت آخرها قمة الرياض 2017، والقمة الخليجية 2018  وفي نوفمبر 2020 استضافت وترأست قمة العشرين. وفي ديسمبر 2022، استضافت الرياض القمة الخليجية الصينية للتعاون والتنمية.
الرياض واجهة السعودية السياسية والاقتصادية، حيث تحتوي على مقرات المؤسسات السيادية في الدولة، كمجلسي الوزراء والشورى، إضافة للوزارات والهيئات الحكومية والعسكرية. وهي عبارة عن مركز مالي حيوي يضم هيئة السوق المالية والسوق المالية السعودية ومقرات المصارف وشركات الاستثمار. يقدر الناتج المحلي للرياض بـ 60 مليار ريال،  وتشكل المدينة ساحة عمل مفتوحة لعدد من المشاريع الكبرى القائمة في السعودية، كمركز الملك عبدالله المالي ومشروع مترو الرياض. كما تعتبر وجهة يقصدها المواطنون والمقيمون للبحث عن الأعمال، ويتركز فيها 23% من قوة العمل في السعودية،  حيث وصل حجم القوة العاملة فيها عام 2016 إلى 4.3 ملايين عامل.
يقسم التخطيط الحضري مدينة الرياض إدارياً إلى 16 بلدية، تضم أكثر من 167 حياً سكنياً ، تديرها أمانة مدينة الرياض والهيئة الملكية لمدينة الرياض. وهي تملك مقومات سياحية وثقافية من المواقع التاريخية والمتاحف والمعالم الحضرية، كبرجي الفيصلية والمملكة، ومركز الملك عبدالعزيز التاريخي، والمتحف الوطني السعودي، ومركز الملك فهد الثقافي، ومكتبة الملك فهد الوطنية، والجامع الكبير، وقصر المصمك، إلى جانب أحد مواقع التراث العالمي المسجلة في اليونسكو (حي طريف) بالدرعية. وتقام في الرياض سنويًا عدد من المهرجانات والأحداث الثقافية والترفيهية، مثل المهرجان الوطني للتراث والثقافة (الجنادرية)،  ومعرض الرياض الدولي للكتاب،  وهي مقر التلفزيون الرسمي السعودي، وتصدر منها صحيفتا الجزيرة والرياض، ومنها نشأ أشهر ناديين رياضيين لكرة القدم في السعودية، (الهلال والنصر).

## التسمية
قامت مدينة الرياض على أنقاض مدينة حَجْر اليمامة، ولهذا فإن تاريخ المدينتين واحد. وعُرفت مدينة حجر بأنها قاعدة إقليم اليمامة. يقول ياقوت الحموي في كتابه معجم البلدان: «حَجْرٌ: بالفتح، يقال: حجَرْت عليه حجْراً إذا منعته فهو محجور، والحِجر، بالكسر، بمعنى واحد.» ويذكر ياقوت الحموي عن سبب تسمية «حّجْر» بأن عبيد بن ثعلبة الحنفي لما أتى اليمامة ووجد قصورها وحدائقها خالية من سكانها من قبيلة طسم بعد فنائها، احتجر منها ثلاثين قصراً، وثلاثين حديقة، فسميت «حَجِيْرَتُهُ» «حَجْرا». إلا أن المدينة كانت موجودة قبل نزول بني حنيفة وكانت تسمى في عهد طسم «خضراء حجر» وقد ذكر ذلك الهمداني صاحب كتاب «صفة جزيرة العرب». ويذكر عبد الله بن خميس أن التكوين الطبيعي للبلدة هو أصل التسمية، إذ أن البلدة «حَجْر» سميت حجراً لاحتجار الجبال من جميع جهاتها.
توالت القلاقل في شبه الجزيرة العربية منذ بدأ الضعف في العهد العباسي، ومنذ ذلك العهد قل وضعف شأن مدينة «حجر»، واشتد فيها ضعف الأمطار، حتى أصبحت في القرن العاشر الهجري عبارة عن قرى صغيرة متفرقة، منها: «مُقْرِن» و«مِعْكال» و«العَوْد» و«البَنية» و«الصُّليعاء» و«جبرة» و«الخراب». ومنذ ذلك العصر بدأ يختفي اسم «حجر» وبرزت أسماء هذه القرى.
ظلت هذه القرى وخاصة «مقرن» و«معكال» تُذكر في الإشارات التاريخية عن المنطقة خلال القرن العاشر والحادي عشر
الهجريين، حتى بدأ اسم الرياض بالبروز. الرياض جمع روضة. جاء في لسان العرب: «الروضة: الأرض ذات الخضرة، والبستان الحسن، والموضع يجتمع إليه الماء، يكثر نبته.» أطلق اسم الرياض عليها بسبب كثرة الأراضي المنخفضة والمتساوية التي كانت تسمى رياضاً في موضع البل فسمي بها، أو بسبب وجود عدد من الروضات فيما حول الموضع، مثل: روضة القميعة وروضة السلي فجمع ذلك بعضه إلى بعض في «الرياض». وأشار ابن خميس إلى موقع مدينة الرياض القديمة بين وادي الوتر البطحاء الذي يفيض في منطقة منخفضة مستوية يتخللها بعض الحزون والمرتفعات تقسمها إلى رياض، ومستقرات للمياه تنبت في أرضها أنواع من النباتات.

## التاريخ

### العصور القديمة

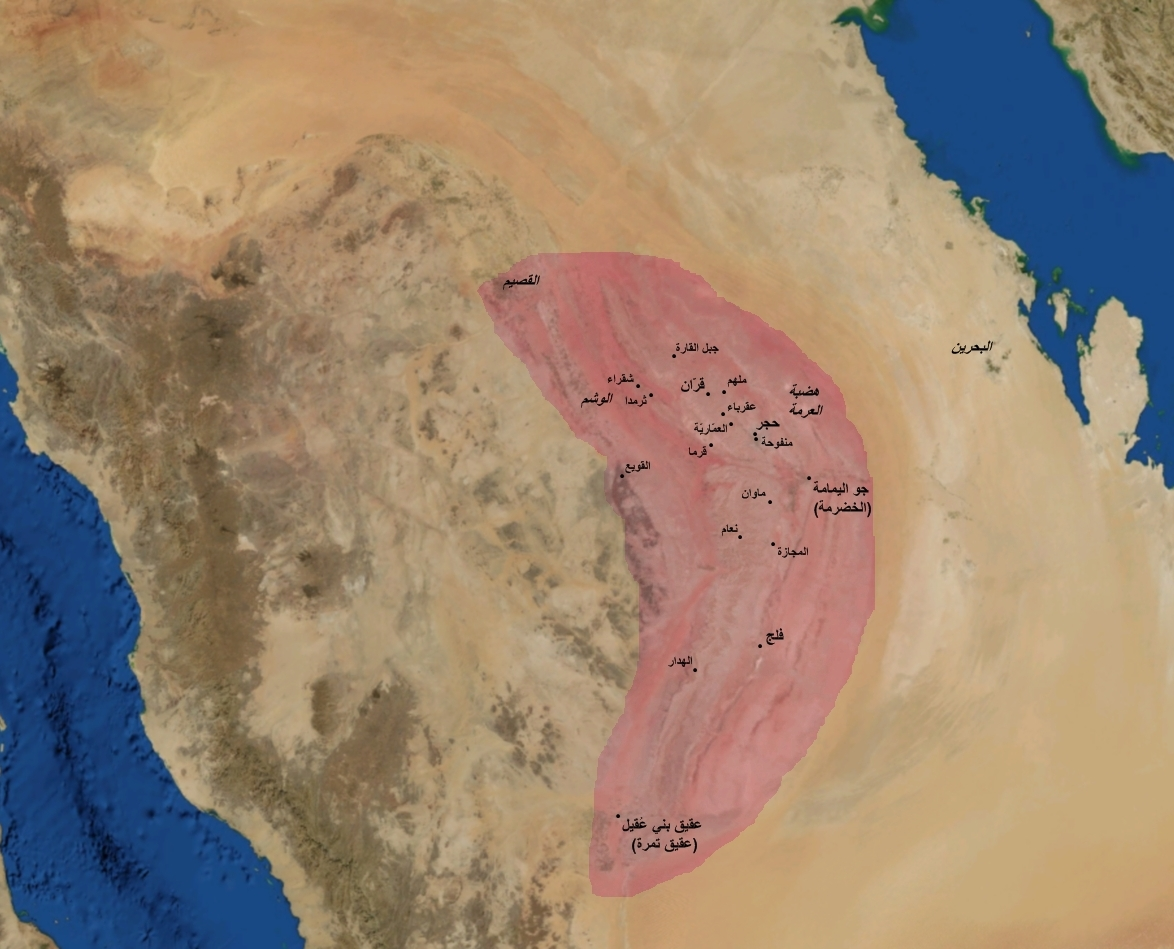
موقع "حَجْر" بالنسبة لإقليم اليمامة.

يتفق الباحثون أن جزيرة العرب هي الموطن الأول للساميين (أي أبناء سام بن نوح)، وأن منطقة نجد هي الموطن الأول للجنس السامي. ومنها انطلقت الهجرات السامية القديمة إلى أطراف الجزيرة العربية؛ حيث أن أرض نجد كانت في السابق أكثر صلاحية للسكن والاستقرار من حيث خصوبة الأرض ووفرة المياه، وعندما تغيرت الظروف المناخية وجفت المياه، خرجت موجات من السكان إلى المناطق المجاورة في بلاد ما بين النهرين والشام واليمن. وأقدم هذه الهجرات ترجع إلى الألف الخامس قبل الميلاد. وكانت قبيلتا طسم وجديس البائدتين تستوطنان إقليم اليمامة (نجد)، ويختلف المؤرخون في أصول هاتين القبيلتين، القول الأول أنهم من سلالة سام بن نوح مع اختلاف كل مؤرخ في سلسلة نسبهما. وأحد الأقوال أن قبيلة طسم هي التي ورد ذكرها في التوراة باسم «لطوشيم» من دادان بن يقشان، ويرى بعض المستشرقين أن اسم "Jodisite" أو "Jodisit" الوارد ذكره في جغرافية بطليموس هو اسم قبيلة من قبائل شرق الجزيرة العربية، وأنها قبيلة جديس. وأنها كانت موجودة حوالي 125م. ويوجد شبه اتفاق بين المؤرخين أن موطن القبيلتين هو اليمامة، وكانت طسم في الجزء الشمالي من اليمامة (الرياض)، وكان موطن جديس في جنوب اليمامة (جو الخضارم).
يختلف المؤرخون في الزمن التي عاشت فيه هاتين القبيلتين، فيربط بعضهم طسم بعاد التي عاشت في الألف الثاني قبل الميلاد، وربط جديس بثمود التي كانت موجودة في الألف الأول قبل الميلاد. ولم ترد روايات أخرى تحدد بداية تاريخهما. أما تاريخ نهايتهما فتوجد فيه عدة آراء (وتربط مصادر عديدة زوالهم بالغزو الحميري): أن نهاية طسم وجديس كانت في أوائل القرن الخامس الميلاي، حيث عاش حسان بن تبع الحميري، ومنها أن نهاية طسم وجديس كانت في غارة الحميريين حوالي 250م، ومنها ما يربط نهاية طسم بنهاية دولة دادان في القرن الخامس قبل الميلاد. وقد بقيت آثارُ قبيلة طسم في البناء حتى أوائل القرن الهجري الرابع. بقي في اليمامة بعد زوال طسم وجديس «بنو هزان الأولى»، وسكنت قبيلة بني حنيفة لاحقاً فيها.

### العصور الوسطى
قبيلة بني حنيفة
ارتحلت قبيلة بني حنيفة من أطرافِ الحجاز وعالية نجد، وسبقهم عبيد بن ثعلبة الحنفي حتى نزل في قارات الحُبل فكان هذا الموضعُ أول ما نزلت به بنو حنيفة، وكان لعبيد راع من زُبيد رأى حَجْر ورأى نخيلها وقصورها فرجع لعبيد وأخبره عنها، فركب عبيد فرسه حتى أتاها فوضع رمحه على الأرض ثم دفع الفرس، فاحتجر على ثلاثين داراً وثلاثين حديقة فسُميت (حَجْرا) وقال في ذلك:
فلما سمِعت بنو حنيفة بعبيد لحقوه وسكنوا في قرى اليمامة. ويقدر أن الوقت الذي نزلت به بنو حنيفة اليمامة أول القرن الخامس الميلادي. من أبرزِ الحوادث التي حصلت لحَجْر في الجاهلية تحريقُها من قبل بني قيس بن ثعلبة
انتقاماً من أرقم بن عُبيد بن ثعلبة الحنفي الذي كان قد حرق ديارهم منفوحة، فحرقوا بنو قيس قريتين من قرى حَجْر الشط والبادية التي سُميت لاحقاً مُحرقة، التي وصفها الأعشى فقال:
العصر الإسلامي

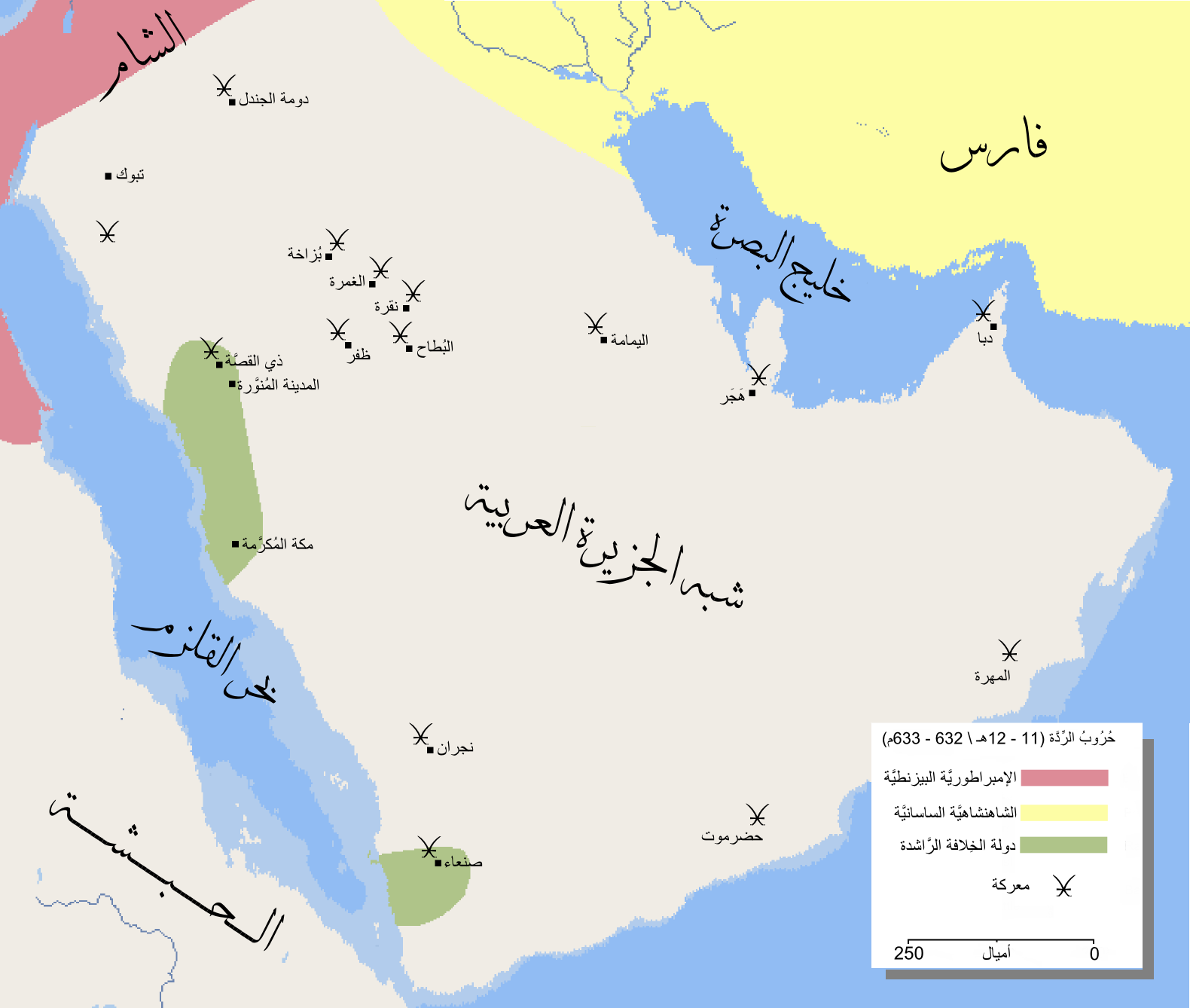
خارطة تظهر أبرز المعارك التي وقعت أثناء حُرُوب الرَّدة، وفيها موقع معركة اليمامة التي وقعت في عقرباء بالقرب من حجر.

بعث الرسولُ محمد سليط بن عمرو العامري (رسائل رسول الله) إلى ثمامة بن أثال الحنفي وهوذة بن علي الحنفي مَلكي اليمامة وكان الأول عاصمته حَجْر والثاني عاصمته جو (تقع حالياً في الخرج). خرج ثمامة للعمرة وعندما كان في طريقه أسرته سرية من سرايا الرسول من الصحابة وقد أسلم بعد أن أمضى وقتاً في المدينة وخرج للعمرة فكان أول من أعتمر من المسلمين، وعاد إلى اليمامة، بعدها فرض حصاراً اقتصادياً على مكة إذ منع الحنطة أن تذهب إلى مكة فاشتكت قريش للرسول فأمره أن يطلقها لهم.
وبعد وفاة الرسول اتبعت قبيلة بني حنيفة مسيلمة الكذاب وارتدوا فتركهُم ثمامة ومن معه ممن ثبتوا على إسلامهم للانضمام لجيوش المسلمين لقتال المرتدين (مع العلاء بن الحضرمي). فأرجع خالد بن الوليد من ارتد من بني حنيفة إلى الطاعة مجدداً بعد معركة اليمامة في عقرباء بعد أن خاضوا ضد المسلمين عدة معارك، وولى خالد على اليمامة سمرة بن عمرو العنبري، ووفدوا إلى الخليفة أبي بكر الصديق وجددوا إسلامهم أمامه وتابوا.
استمرت حَجْر كقاعدة لإقليم اليمامة في عهد الدول اللاحقة ولكنها واليمامة فقدتا مكانتهما بعدما اتخذ الأمويون والعباسيون عواصمهم بعيداً عنها. وبعدما حكم الأخيضريون اليمامة واتخذوا جو (في الخرج حالياً) عاصمتهم، ضعف شأن حجر كثيراً ولكنها استمرت بعد زوالهم كقاعدة لإقليم اليمامة.

### العصور الحديثة

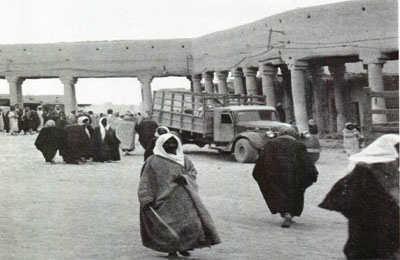
ميدان الصفاة ويظهر ممر المالية المؤدى لقصر الضيافة 1362 هـ / 1943م.

وفد مانع بن ربيعة المريدي الحنفي جد الملك عبد العزيز بن عبد الرحمن الثاني عشر إلى صاحب مدينة حجر ابن درع ومنحه أرضين في غصيبة والمليبيد، حتى تكاثر بنو مانع بن ربيعة وقام الإمام محمد بن عبد الوهاب بدعوته وذهب من العيينة إلى الدرعية عند محمد بن سعود الذي أسس لاحقاً الدولة السعودية الأولى.
شن محمد بن سعود مؤسس الدولة السعودية الأولى وابنه عبد العزيز حوالي خمس وثلاثين غزوة على مدار 28 عامًا ضد دهام بن دواس أمير الرياض، فتركها دهام بن دواس 1187هـ الموافق 1773م ودخل عبد العزيز بن محمد آل سعود الرياض وضمها لدولته التي كانت عاصمتها الدرعية. وفي هذه الفترة بدأ اسم حجر في القرن العاشر الهجري يختفي وظهرت أسماء قرى، وبد إطلاق اسم «الرياض» في القرن الحادي عشر الهجري.

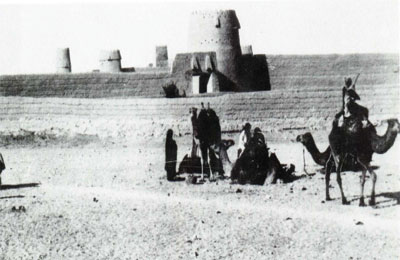
جنود جيش الملك عبد العزيز مؤسس الدولة السعودية الثالثة في مدينة الرياض

وبعد قيام الدولة السعودية الثانية (1233 هـ/ 1818م) اتخذ الإمام تركي بن عبد الله آل سعود الرياض عاصمة له (1240هـ/1824م) بدلاً من الدرعية واستمرت كذلك نحو 60 عامًا ملأى بالقلاقل والحروب والخلافات الداخلية. وفي صفر 1309هـ سيطر عبد الله ابن رشيد على الرياض وقضى على الدولة السعودية الثانية وبذلك أصبحت تابعة لإمارة جبل شمر حتى 3 شوال 1319هـ.

### المرحلة المعاصرة
بدأت الرياض تعيش عصرها الحديث منذ استعادتها في عام 1902 على يد الملك عبد العزيز في معركة الرياض، التي أسفرت عن مقتل أميرها السابق عجلان بن محمد من قبل الرشيديين، وتنازل عبدالرحمن الفيصل عن الحكم لابنه الملك عبد العزيز، وتمت مبايعته على الحكم. وفي عام 1920 أخذت مساحة الرياض في التوسع من قرابة كيلو متر مربع يضم نحو 10 آلاف نسمة، إلى نحو 8 كيلومترات مربعة يقيم فيها 60 ألف نسمة. ومع حلول عام 1944 كانت أسوار المدينة القديمة قد أزيلت، وجرى تخطيط وتوفير أراضٍ سكنية لتستوعب السكان الجدد الذين شملتهم خطط توطين البادية، والسكان القادمين من القرى المجاورة للرياض.
ومما ساهم في تسارع تطور المدينة بدء تصدير النفط خارج السعودية عام 1938، واستخدام إيراداته لعمارة وتنمية المدينة، وفي عام 1946 على بعد 10 كيلومترات من مركز المدينة افتتح الملك عبد العزيز مطار الرياض القديم، إضافة إلى إنشاء خط سكة الحديد الذي يربط الرياض بمدينة الدمام في الساحل الشرقي، والذي افتتحه الملك عبد العزيز عام 1951، كما شيدت شبكة من الطرق المعبدة لربط العاصمة بالجزئين الشرقي والغربي من البلاد.  تلا ذلك بناء منشآت الوزارات والمباني الحكومية شمال المدينة في الفترة مابين عامي 1956- 1968 خلال عهدي الملك سعود والملك فيصل، وخًططت الأحياء السكنية، وبدأ بناء المنازل وفق الطرق الحديثة التي تستخدم فيها الخرسانات المسلحة والطوب الإسمنتي والفخاري. حتى وصلت مساحة الرياض ذلك الوقت إلى نحو 45 كليومتر مربع.
وما بين الأعوام 1968-1976 في حكم الملك خالد وضع مخطط عام للمدينة ينظم من حركة النمو العمراني، حيث شمل مساحة 304 كيلومتر مربع. وحتى عام 1982 وصل عدد رخص البناء التي أصدرتها أمانة المدينة لبناء الوحدات السكنية والمباني التجارية إلى 100 رخصة يوميًا، وبلغت مساحة الرياض في ذلك الوقت 1800 كلم مربع. وتزايدت مشاريع تطوير المدينة بإشراف أمانة الرياض التي تأسست منذ عام 1937، والهيئة الملكية لمدينة الرياض والتي تم استحداثها في عام 1974 تحت اسم (الهيئة العليا لتطوير مدينة الرياض)، منها مشروع تطوير منطقة قصر الحكم وحي السفارات، وجامعتي الملك سعود والإمام محمد بن سعود الإسلامية، ومطار الملك خالد الدولي. ومشاريع الطرق الحيوية التي تسهل الوصول لجهات المدينة وتربطها ببعض كالطريق الدائري، الذي يمتد بطول 94 كلم وعرض 100 متر، والمنشآت التعليمية والاقتصادية المعاصرة كجامعة الأميرة نورة بنت عبد الرحمن ومركز الملك عبد الله المالي ومترو الرياض. إلى جانب مشاريع نفذت عن طريق القطاع الخاص مثل برج المملكة وبرج مؤسسة الملك فيصل الخيرية  وغيرها ما يعد الآن أهم معالم الرياض الحديثة.
في عام 2019 أطلق الملك سلمان 4 مشروعات  بيئية وثقافية ورياضية في مدينة الرياض، بلغت كلفتها الإجمالية 86 مليار ريال، وهي مشروع (حديقة الملك سلمان)، (الرياض آرت)، (مشروع المسار الرياضي)، و (مشروع الرياض الخضراء). وتعمل على إنجاز هذه المشاريع (لجنة المشاريع الكبرى) التي يرأسها ولي العهد الأمير محمد بن سلمان.

#### الهجمات الإرهابية
شهدت مدينة الرياض في فترتها المعاصرة عدد من الهجمات الإرهابية التي استهدفت مقرات أمنية وأهداف أمريكية، ووقع ضحيتها مدنيين من المواطنين والمقيمين ورجال أمن. بلغ عدد الهجمات  قرابة 13 هجوم منذ عام 1995 وحتى 2004  بعضها اشتباك مع مطلوبين للسلطات السعودية، وتفجيرات انتحارية في مناطق سكنية وسيارات مفخخة في الأحياء الرئيسية. كان أبرزها في عام 1995 حين انفجرت سيارة ملغومة في مجمع عسكري أمريكي، خلف الهجوم 7 قتلى وأكثر من 60 مصابًا، وفي عام 2003 جرت سلسلة تفجيرات في مجمعات سكنية يقطنها أغلبية من المقيمون عرفت إحداها بتفجيرات مجمع المحيا السكني، خلفت في مجملها 81 قتيل و316 مصاب، وأعلنت الجهات الأمنية السعودية مسؤولية تنظيم القاعدة عنها.

#### الصواريخ الحوثية
في نوفمبر 2017 تم اعتراض صاروخ باليستي شمال شرق الرياض ولم يخلف خسائر أو إصابات، وأعلن المتحدث الرسمي باسم قوات التحالف مسؤولية الحوثيين عن الهجوم. وفي ديسمبر 2017 تعرضت الرياض لهجوم آخر بصاروخ باليستي لم يسفر عن خسائر،  ونشرت وكالة الأنباء السعودية (واس) بيان حول اعتراض قوات الدفاع الجوي الملكي لصاروخ باليستي (إيراني الصنع) وتدميره، كان الصاروخ قد انطلق من الأراضي اليمنية مستهدفًا قصر اليمامة. وتبنت جماعة الحوثيين الحادثة. وأعقب هذه الهجمات هجوم آخر في مارس  2018، حيث قتل شخص وأصيب شخصين إثر سقوط شظايا صاروخ على منطقة سكنية، وهو أحد مجموعة صواريخ أطلقها الحوثيون لاستهداف عدة مدن ومنشآت أحدها كان مطار الملك خالد الدولي. وفي 28 مارس 2020 اعترضت ودمرت قوات الدفاع الجوي الملكي السعودي صاروخين بالستيين أطلقتهما جماعة الحوثي من صنعاء وصعدة باتجاه الرياض وقد تسبب اعتراض الصاروخين بسقوط بعض الشظايا نتيجة عملية التدمير على بعض الأحياء السكنية، بدون أن يتسببا بخسائر في الأرواح

## الجغرافيا

### الطبوغرافيا والجيولوجيا

مدينة الرياض ويظهر وادي حنيفة ووادي السلي

تتغير طبوغرافية مدينة الرياض بين التلال والأودية، فتنحدر من منسوب 1010 متر بالشمال الغربي إلى منسوب 500 متر في الجنوب الشرقي وتصرف السيول في واديين هما وادي السلي الذي يقع شرق مدينة الرياض، ووادي حنيفة ويقع غرب المدينة.
تقع مدينة الرياض على هضبة رسوبية، يصل ارتفاعها إلى نحو 600 متر فوق مستوى سطح البحر في الجزء الشرقي من هضبة نجد، وتحوي على عدة تكوينات وأهمها تكوين الجبيلة الواقع في غرب المدينة ويتكون من صخور جيرية دقيقة وتكوين العرب ويظهر منكشف على امتداد 10 كلم والواقع في الشمال الغربي إلى الجنوب الشرقي ويتكون من الصخور الكلسية وصخور البريشيا والصخور الجيرية في الجزء الأعلى من التكوين.
أبرز المعالم التضاريسية للمدينة هي الأودية وأهمها وادي حنيفة الذي يخترق المدينة من الشمال الغربي إلى الجنوب الشرقي والذي يبلغ طول مجراه حوالي 120 كم، بالإضافة إلى حافة هيت وهي عبارة عن مرتفعات تمتد بخط متعرج من جنوب شرقي المدينة إلى شرقها وشمالها الشرقي ويبلغ أقصى ارتفاع لها نحو 700 متر فوق مستوى سطح البحر وحافة طويق تمتد في وسط هضبة نجد على شكل قوس من الجنوب الغربي إلى الشمال الشرقي ثم إلى الشمال الغربي بطول 1100 كم ونفود المعيزيلة وهي كثبان رملية تقع شمال المدينة وتزداد كثافة الكثبان باتجاه الشمال حيث تتصل برمال بنبان.

### الموقع والمساحة
تقع الرياض في وسط شبه الجزيرة العربية، وفي وسط المملكة العربية السعودية على خط (38 - 34) درجة شمالاً وخط طول (43 - 46) درجة شرقاً، وارتفاع حوالي 600 متر فوق سطح البحر. تقع في الجزء الشرقي لقلب شبه الجزيرة العربية، بالتحديد في وسط شبه الجزيرة العربية على هضبة رسوبية في الجزء الشرقي من هضبة نجد.
في 1370 هـ أزيل السور (المبني من اللبن والطين) الذي أمر ببنائه عبد العزيز بن عبد الرحمن بعد سيطرته على مدينة الرياض وبدأت المدينة بالاتساع حتى بلغت مساحتها 5.961 كم 1434 هـ.

### المياه

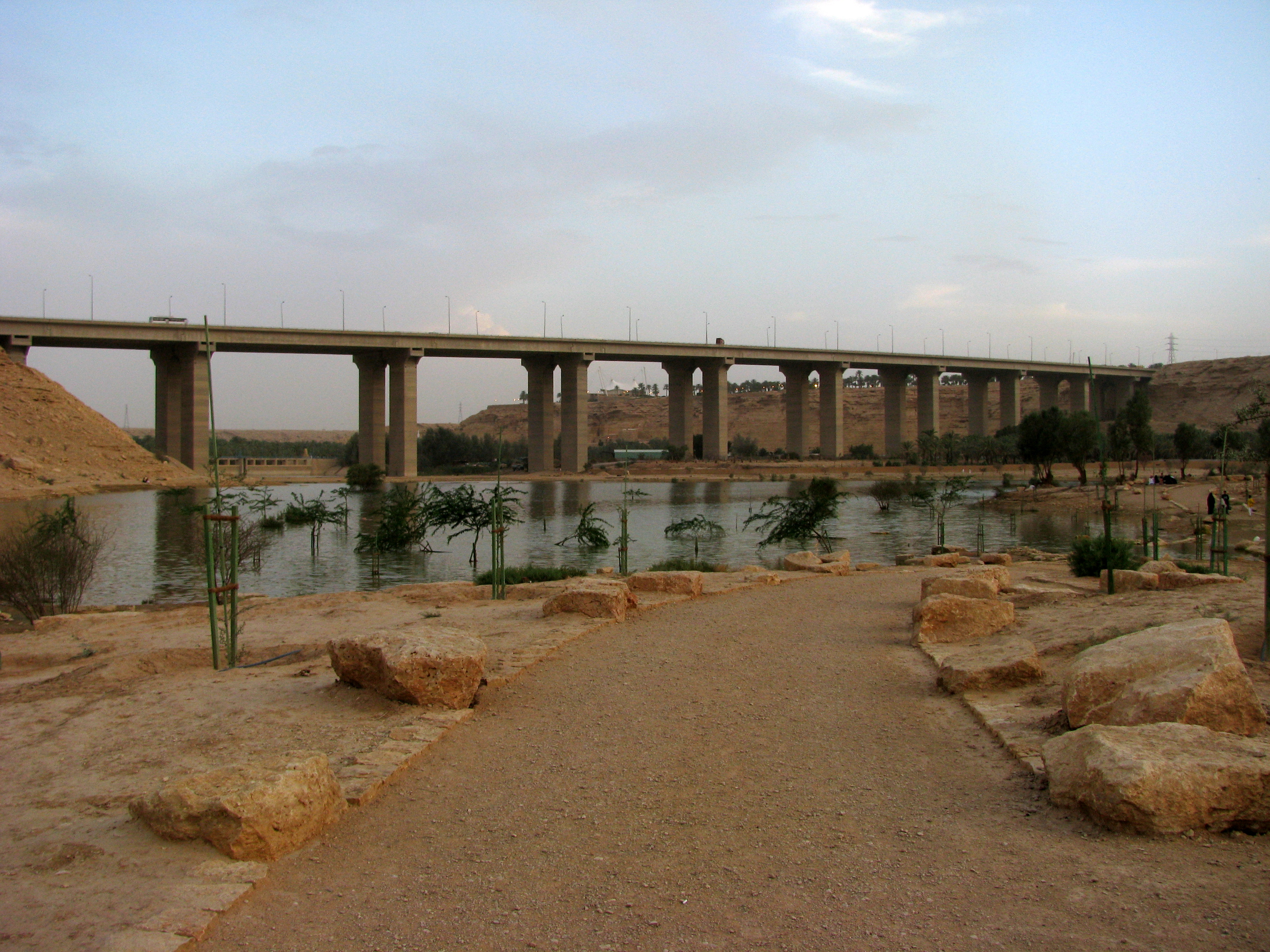
تجمع المياه في وادي حنيفة بعد تساقط الأمطار

تعتمد المدينة على مصدرين لتوفير المياه، وهي المصادر الطبيعية تشمل المياه السطحية المأخوذة من آبار وادي نساخ والبالغ عددها 11 بئر، والمياه الجوفية من آبار الرياض في كل من الملز والشميسي ومنفوحه والآبار المستعجلة، ويصل عددها إلى 41 بئر. وآبار حقل صلبوخ (23) بئر، وآبار حقل بويب (22) بئر، التي تنتج مجتمعة 350 متر مكعب يوميا. وحقل آبار سعد (41) بئر، إضافة إلى وادي نمار الذي يعتبر أقدم مصادر المياه لمدينة الرياض، وحقل الوسيع الذي يحتوي على 62 بئر تزود الرياض بـ200 ألف متر مكعب يوميا، وآبار حقل الحني البالغ عددها 65 بئرًا، وتنتج 350 ألف متر مكعب من المياه يوميًا. وتتم تنقية مياه الآبار عبر ثمان محطات لتنقية المياه، يبلغ متوسط إنتاجها في اليوم 930 ألف متر مكعب.
والمصدر الثاني والأهم في المرحلة المعاصرة تحلية المياه المالحة من محطة الجبيل الثانية للتحلية بالقرب من الخليج العربي، بطاقة إنتاجية قصوى تبلغ 830,000 متر مكعب يوميا، تبلغ حصة مدينة الرياض منها حوالي 765,000 متر مكعب يوميا. تضخ المياه المحلاة عبر 3 خطوط من الأنابيب بقطر 1.500 ملم وطول 446 كم لكل منها بواسطة ستة محطات ضخ موزعة على طول الخط. ثم تخلط المياه المحلاة مع مياه محطة الوسيع في ستة خزانات أرضية (تبلغ سعتها الإجمالية 300,000 م3) ويوجد خزانان أرضيان للطوارئ بطاقة إجمالية قدرها 3,000,000 م3. وتتزود الرياض بالمياه المحلاة أيضًا عبر محطة تحلية رأس الخير التي بدأ إنتاج وضخ المياه المحلاة منها في عام 2014، حيث تصل المياه للرياض عبر خطين من الأنابيب قطرهما 1.800 ملم. وقد أنشأ لها 6 خزانات، كل منها بطاقة 500.000 متر مكعب، لخلط مياه آبار الوسيع والحني بمياه التحلية. وتغطي الرياض شبكة من خطوط النقل والتوزيع للمياه مقسمة إلى خطوط رئيسية وفرعية، تتراوح أقطارها من 110 ملم - 2.000 ملم، وفي عام 2016 وصل طول شبكة المياه الإنتاجية إلى 18.804 كلم. في عام 2014 سجل الاستهلاك اليومي للمياه في مدينة الرياض 2.2 مليون متر مكعب، بزيادة بلغت 500 ألف متر مكعب عن عام 2013. ووصل معدل استهلاك الفرد إلى 370 لتر يوميًا.

### المناخ
مناخ مدينة الرياض صحراوي قاري، حار جاف صيفا، ممطر ورطب أحيانا ومعتدل في الخريف، بارد ورطب وممطر أحيانا في الشتاء، ودافئ ممطر في الربيع. ويعد يوليو أحر أشهر السنة بمتوسط حرارة يبلغ 43.5 درجة مئوية، وفي المقابل فإن أبرد شهور السنة هو شهر يناير حيث يبلغ متوسط الحرارة 9 درجات مئوية، ويستمر فصل الصيف مابين مايو إلى سبتمبر والخريف أكتوبر ونوفمبر والشتاء ديسمبر ويناير وفبراير والربيع مارس وابريل. أما الأمطار في مدينة الرياض كباقي المدن الصحراوية تتميز بتطرف هطولها وشذوذه عن المعدل كثيرًا فقد تسجل سنة 150% فوق المعدل والسنة التي تليها لاتسجل أي قطرة مطر والأمطار عمومًا قليلة الهطول وغير منتظمة، ويسجل الهطول في مدينة الرياض بشكل أكبر في فصل الربيع في شهري (مارس وأبريل) من كل عام حسب الجدول أدناه حيث يهطل مايقارب 50% من المعدل السنوي في هذين الشهرين فقط. وتعتبر الرياح السائدة في مدينة الرياض عمومًا هي الرياح الشمالية وتحديدا الشمالية الشرقية، وعند هبوبها في فصل الصيف أو الربيع بشكل نشط فإنها تكون مغبرة وتساهم في اعتدال الحرارة، بينما تقوم على خفض الحرارة كثيرًا وإلى مادون الصفر أحيانا إذا هبت من هذا الاتجاه في فصل الشتاء، يبلغ معدل مجموع أيام الغبار في السنة 5.4 أيام ويعتبر شهر أبريل من أكثر أشهر السنة إثارة للغبار بمعدل يومين في الشهر تقريبا.
| البيانات المناخية لـالرياض        | البيانات المناخية لـالرياض | البيانات المناخية لـالرياض | البيانات المناخية لـالرياض | البيانات المناخية لـالرياض | البيانات المناخية لـالرياض | البيانات المناخية لـالرياض | البيانات المناخية لـالرياض | البيانات المناخية لـالرياض | البيانات المناخية لـالرياض | البيانات المناخية لـالرياض | البيانات المناخية لـالرياض | البيانات المناخية لـالرياض | البيانات المناخية لـالرياض |
| الشهر                             | يناير                      | فبراير                     | مارس                       | أبريل                      | مايو                       | يونيو                      | يوليو                      | أغسطس                      | سبتمبر                     | أكتوبر                     | نوفمبر                     | ديسمبر                     | المعدل السنوي              |
| --------------------------------- | -------------------------- | -------------------------- | -------------------------- | -------------------------- | -------------------------- | -------------------------- | -------------------------- | -------------------------- | -------------------------- | -------------------------- | -------------------------- | -------------------------- | -------------------------- |
| الدرجة القصوى °م (°ف)             | 31.5 (88.7)                | 34.8 (94.6)                | 38.0 (100.4)               | 42.0 (107.6)               | 45.1 (113.2)               | 49.0 (120.2)               | 52.0 (125.6)               | 49.8 (121.6)               | 44.5 (112.1)               | 41.0 (105.8)               | 36.0 (96.8)                | 31.0 (87.8)                | 52.0 (125.6)               |
| متوسط درجة الحرارة الكبرى °م (°ف) | 20.2 (68.4)                | 23.0 (73.4)                | 27.3 (81.1)                | 33.3 (91.9)                | 39.1 (102.4)               | 42.4 (108.3)               | 43.5 (110.3)               | 43.2 (109.8)               | 40.3 (104.5)               | 35.0 (95.0)                | 27.7 (81.9)                | 22.0 (71.6)                | 33.1 (91.6)                |
| المتوسط اليومي °م (°ف)            | 14.4 (57.9)                | 16.9 (62.4)                | 21.1 (70.0)                | 26.8 (80.2)                | 32.7 (90.9)                | 35.4 (95.7)                | 36.6 (97.9)                | 36.3 (97.3)                | 33.2 (91.8)                | 28.1 (82.6)                | 21.4 (70.5)                | 16.1 (61.0)                | 26.6 (79.9)                |
| متوسط درجة الحرارة الصغرى °م (°ف) | 9.0 (48.2)                 | 11.0 (51.8)                | 15.0 (59.0)                | 20.3 (68.5)                | 25.7 (78.3)                | 27.6 (81.7)                | 29.1 (84.4)                | 28.8 (83.8)                | 25.7 (78.3)                | 20.9 (69.6)                | 15.4 (59.7)                | 10.6 (51.1)                | 19.9 (67.9)                |
| أدنى درجة حرارة °م (°ف)           | −0.5 (31.1)                | 0.5 (32.9)                 | 4.5 (40.1)                 | 11.0 (51.8)                | 18.0 (64.4)                | 16.0 (60.8)                | 23.6 (74.5)                | 22.7 (72.9)                | 16.1 (61.0)                | 13.0 (55.4)                | 7.0 (44.6)                 | 1.4 (34.5)                 | −0.5 (31.1)                |
| معدل هطول الأمطار مم (إنش)        | 11.7 (0.46)                | 8.5 (0.33)                 | 24.7 (0.97)                | 22.3 (0.88)                | 4.6 (0.18)                 | 0.0 (0.0)                  | 0.0 (0.0)                  | 0.2 (0.01)                 | 0.0 (0.0)                  | 1.7 (0.07)                 | 7.9 (0.31)                 | 13.0 (0.51)                | 94.6 (3.72)                |
| متوسط أيام هطول الأمطار           | 5.8                        | 4.8                        | 9.8                        | 10.0                       | 3.5                        | 0.0                        | 0.2                        | 0.2                        | 0.0                        | 1.2                        | 3.4                        | 6.3                        | 45.2                       |
| متوسط الرطوبة النسبية (%)         | 47                         | 38                         | 34                         | 28                         | 17                         | 11                         | 10                         | 12                         | 14                         | 21                         | 36                         | 47                         | 26                         |
| المصدر:                           |                            |                            |                            |                            |                            |                            |                            |                            |                            |                            |                            |                            |                            |

## التقسيم الإداري
يقع في شمال الرياض والعليا عدة أحياء مثل النخيل والعقيق والغدير والصحافة والتي فيها مقر صحف الرياض والجزيرة وهي منطقة ذات بنية تحتية ممتازة مقارنة مع باقي مناطق المدينة، وشرق المدينة فيها أحياء كالريان والنسيم والسلي والروضة، وأما أحياء غرب الرياض مثل حي السويدي وهو أشهرها والعريجاء والبديعة والدخل والشفاء وتتميز بالنهضة العمرانية في السنوات الأخيرة وتطوير في البنية التحتية وفيها الجسر المعلق، ومن أحياء جنوب الرياض أم سليم والفيصلية والعزيزية ومن أشهر شوارعها طريق الخرج القديم وطريق الخرج الجديد في الجهة الشرقية، ووسط الرياض يتبع لبلدية البطحاء وغيرها من أشهر أحيائها البطحاء، منفوحة، خنشليله.
تتبع وتتوزع أحياء الرياض إلى 16 بلدية:

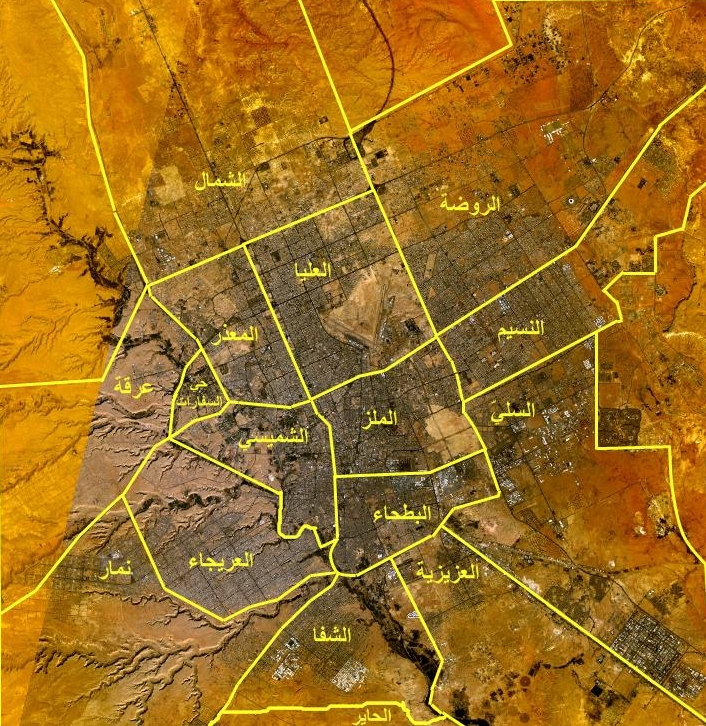
صورة فضائية لمدينة الرياض موضح عليها مواقع البلديات الفرعية الخمس عشرة، بالإضافة إلى حي السفارات.

| بلدية العليا  | بلدية الشمال | بلدية المعذر   | بلدية البطحاء | بلدية العزيزية |
| بلدية الشميسي | بلدية الحائر | بلدية النسيم   | بلدية السلي   | بلدية الملز    |
| بلدية الروضة  | بلدية عرقة   | بلدية العريجاء | بلدية الشفا   | بلدية نمار     |
| بلدية الشرق   |              |                |               |                |

## الاقتصاد وتطور المدينة
تطورت مدينة الرياض عمرانيًا كثيرًا، أدى إلى خلق حركة ديناميكية سريعة بينها وبين مدن السعودية، ومع منطقة الخليج العربي والعالم، وأدت مكانتها كعاصمة إلى النمو السكاني ونمو الفرص الوظيفية وزيادة معدل التوظيف في القطاعين الحكومي والخاص. يقدر الناتج المحلي للرياض بنحو 60 مليار ريال، وبلغت تقديرات نصيب الفرد من الناتج المحلي 89.145 ريالاً بحد أعلى للمؤشر 408.000 وحد أدنى بـ 2680 ريال حسب تقرير المرصد الحضري لمدينة الرياض 2016. وازداد حجم القوى العاملة فيها حتى بلغ عدد العاملين  4.3 ملايين عاملاً في 2018، نسبة 27% منهم مواطنون و73% من المقيمين. ووصل عدد الشركات في مدينة الرياض عام 2017 إلى 75.247 شركة، و299.736 مؤسسة، كما بلغ عدد المصانع المسجلة لدى وزارة التجارة والاستثمار 3904 مصانع تجارية، و2470 مصنعا مسجلاً في وزارة الطاقة والصناعة والثروة المعدنية.
وفي 2018 بلغ إجمالي عدد المشروعات المخطط تنفيذها في الرياض 2946 مشروعا، قدرت تكلفتها بـ 342.9 مليار ريال. ووصل عدد المشروعات المعتمد تنفيذها 2775 مشروعا بقيمة 285.2 مليار ريال.
```
أفاد تقرير نشرته وكالة الأنباء الأمريكية بلومبرج في 3 يوليو 2020 أن المملكة العربية السعودية تستثمر 20 مليار دولار في مشروع الرياض الثقافي «بوابة الدرعية». وبحسب ما ورد تم اتخاذ هذه الخطوة لإنعاش الاقتصاد السعودي وتحفيز الاستثمار بعد تأثير الفيروس كورونا.
[
99
]
[
100
]
```

## الصحة

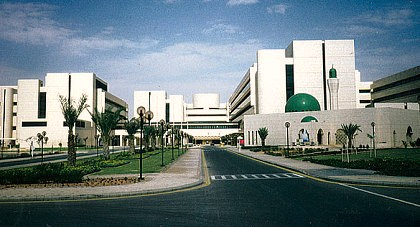
مدينة الملك فهد الطبية.

يوجد في الرياض العديد من المؤسسات الصحية الحكومية والخاصة، بلغ عددها في عام 2017 17 مستشفى حكومي و37 مستشفى أهلي، إضافة 125 مركز حكومي للرعاية الأولية، و818 مستوصف أهلي. وكانت قد بدأت الخدمات الطبية في مدينة الرياض سنة 1351 هـ بإنشاء طباية القصر والتي تقع قرب بوابة القرى ثم صدر أمر ببناء أول مستشفى سنة 1367 هـ، وفي سنة 1371 هـ صدر أمر بإنشاء مستشفى بسعة 400 سرير في موقع مدينة الملك سعود الطبية حالياً، بالإضافة إلى مستشفى الملك عبد العزيز. لاحقاً تم إنشاء أول مستشفى للأمراض الصدرية بسعة 50 سرير وهو خاص بعلاج حالات الدرن وكان قد أُنشيء في حي عتيقة سنة 1375 هـ، وفي سنة 1377 هـ تأسس مستشفى الملك عبد العزيز الجامعي وكان قد بدأ كمستشفى شبه خاص يعالج المرضى بأجور رمزية، وفي سنة 1379 هـ تم ضمه لوزارة الصحة، إلى أن ضُمّ لاحقاً لجامعة الملك سعود. في سنة 1394 هـ تم إنشاء أول مركز للتأهيل الطبي بالرياض، ويُعنى بفئة ذوي الاحتياجات الخاصة، وكان المركز نتاج تعاون مشترك بين وزارات الصحة، والمعارف، والشؤون الاجتماعية، والمنظمات الخيرية.
هناك العديد من المستشفيات القائمة حالياً في مدينة الرياض، من أبرزها مستشفى الملك فيصل التخصصي الذي تم إنشاؤه سنة 1395 هـ، ومستشفى الملك خالد التخصصي للعيون وقد أُنشيء سنة 1403 هـ، وكذلك مستشفى الملك عبد العزيز، ومستشفى الملك خالد الجامعي، ومدينة الملك فهد الطبية. بالإضافة إلى عدد من المستشفيات التابعة للجهات العسكرية ومن أبرزها مستشفى الملك فهد بالحرس الوطني، ومستشفى القوات المسلحة.

## التعليم

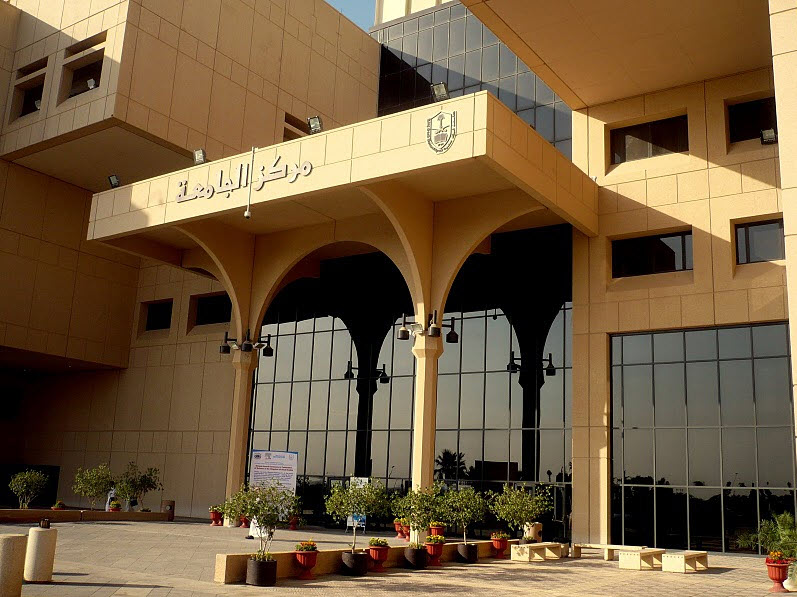
مدخل جامعة الملك سعود.

في الماضي كان التعليم في الرياض يتم في الزوايا والكتاتيب لتعليم مبادئ القراءة والكتابة وكانت تهتم بتحفيظ القرآن الكريم خصوصًا. وبمرور الوقت اندثرت وحلت محلها المدارس والجامعات والمراكز التعليمية. أول مدرسة افتتحت 1350 هـ في مدينة الرياض هي مدرسة الأمراء لأبناء مؤسس المملكة العربية السعودية عبد العزيز بن عبد الرحمن. وفي 1360 هـ اقام الأمير منصور بن عبد العزيز أول مدرسة عامة. وفي عام 2017 بلغ عدد مدارس التعليم العام الحكومية بالرياض 1733 مدرسة للذكور والإناث، تضم 653.652 طالب وطالبة. أما المدارس الخاصة فوصل عددها إلى 1610 مدارس للذكور والإناث، يلتحق فيها 438.251 طالب وطالبة.
- التعليم العالي في 2017: يوجد في الرياض 5 جامعات حكومية يصل مجموع الطلاب والطالبات فيها إلى 130.990 طالب وطالبة، إضافة إلى 5 جامعات أهلية يدرس فيها 19.639 طالب وطالبة. وتضم الرياض 5 كليات حكومية ومعاهد عليا وصل عدد الطلبة والطالبات فيها إلى 12.872 طالب وطالبة، إلى جانب 10 كليات أخرى ومعاهد عليا أهلية يدرس فيها 10.987 طالب وطالبة.[101] من أبرز جامعات وكليات الرياض جامعة الملك سعود، جامعة الإمام محمد بن سعود الإسلامية، الجامعة السعودية الإلكترونية، الجامعة العربية المفتوحة، جامعة الأمير سلطان، كليات الشرق العربي، كليات الرياض لطب الأسنان والصيدلة (جامعة رياض العلم حاليًا)، كليات الفارابي الأهلية، جامعة دار العلوم، جامعة الفيصل، كليات المعرفة، جامعة الأميرة نورة، جامعة الملك سعود بن عبد العزيز للعلوم الصحية، جامعة اليمامة، كلية المدربين التقنيين، كليات الغد.

## الإعلام
في مدينة الرياض مقر وزارة الإعلام والهيئة العامة للإعلام المرئي والمسموع في السعودية، ووكالة الأنباء الرسمية السعودية، ومنها يبث التلفزيون الرسمي السعودي بـ 9 قنوات. كما تصدر منها صحف الرياض والجزيرة والاقتصادية. وتبث منها إذاعة الرياض. واختيرت كعاصمة للإعلام العربي عام 2018 من قبل مجلس وزراء الإعلام العرب.

## الرياضة
كرة القدم هي الرياضة الأكثر شعبية في الرياض. يوجد بالمدينة أربعة أندية كرة القدم كبرى: الهلال، وهو النادي الأكثر شعبية في المملكة العربية السعودية، وقد تأسس في عام 1957م، حصل على ستة عشر بطولة في الدوري السعودي الممتاز. نادي النصر هو الفريق الآخر الأكثر شعبية في المملكة تأسس في عام 1955م، حصل على بطولة الدوري السعودي الممتاز ثمن مرات.
ومن النوادي الأكثر شهرة نادي الشباب، وقد تم تأسيس في عام 1947م ويحمل ست بطولات دوري. ونادي الرياض الذي تأسس في عام 1954م، فضلاً عن العديد من الأندية الصغيرة الأخرى.
يوجد بالمدينة أيضاً العديد من الملاعب الكبيرة مثل استاد الملك فهد الدولي الذي يتسع لـ70،000 متفرج. استضاف الملعب كأس القارات ثلاث مرات، في السنوات 1992، 1995 و1997. استضاف أيضا كأس العالم لكرة القدم تحت 20 سنة 1989. وغيره: ملعب الأمير فيصل بن فهد واستاد جامعة الملك سعود.

## التركيبة السكانية
شكّلت الهجرة الداخلية من مواطني القرى والمحافظات ومدن السعودية الأخرى، إضافة إلى الهجرة الخارجية وتوافد القوى العاملة الأجنبية إلى الرياض عاملين أساسيين في زيادة نسبة النمو السكاني في المدينة. حيث بلغت في عام 2016، 4% وفي فترات مبكرة وصلت النسبة إلى 8% سنوياً. فقد كان يبلغ عدد سكان المدينة 47,000 في عام 1938 و 160.000 في عام 1954. وارتفعت أعداد السكان من 160.000 نسمة في الستينات إلى أكثر من 5 ملايين نسمة في تعداد سنة 2010م. إلى أن وصل عدد السكان في عام 2018 إلى 6.5 ملايين نسمة.
وفي الوقت الراهن تحتل الرياض المرتبة 48 ضمن قائمة المدن الأعلى في عدد السكان حول العالم، وهي أكبر مدن السعودية من حيث عدد السكان، وثالث أكبر عاصمة عربية من حيث عدد السكان. يمثل المواطنون من سكان الرياض 66% و34% من المقيمين وهم 70 جالية متنوعة، تتصدرهم كثافة عددية الجنسية الهندية، ثم الباكستانية، المصرية، اليمنية، وأخيرًا الجنسية السورية. وتشير التقارير أنه عدد سكان المدينة سيصل إلى أكثر من 8 ملايين نسمة في عام 2030. كما يتألف أكثر من ربع مجتمع الرياض من الفئة السنية 15 عامًا فأقل، وتشكل نسبة المواطنين الذين يبلغون 25 عامًا فأقل 50% من أعداد المواطنين في المدينة. ويرتفع متوسط حجم الأسرة في مدينة الرياض حيث يبلغ 5.7 فرد لكل أسرة، فيما يتراوح متوسط حجم الأسرة في أغلب مدن العالم بين 1.5 - 3.5 فرد لكل أسرة.
وفي 21 مايو 2024 احتلت الرياض المرتبة الثالثة بين أفضل 1000 مدينة في العالم من حيث رأس المال البشري بعد كل من لندن وطوكيو، حسب تقرير أصدرته مؤسسة أوكسفورد إيكونوميكس البحثية لتصنيف المدن العالمية لعام 2024.
تعداد 2022
وفق تعداد السعودية 2022 بلغ عدد سكان مدينة الرياض 7.009.120 مليون يشكلون نسبة 81.6% من عدد سكان منطقة الرياض.
| تطور النمو الديموغرافي الرياض بين 1862 و 2010 |        |        |         |         |         |         |         |           |           |           |           |
| 1862                                          | 1938   | 1944   | 1954    | 1960    | 1968    | 1972    | 1974    | 1987      | 1990      | 1997      | 2010      |
| 7,500                                         | 47,000 | 50,000 | 106,000 | 160,000 | 300,000 | 420,000 | 662,000 | 1,389,000 | 2,100,000 | 3,100,000 | 5,254,560 |

## الثقافة

### اختيار الرياض عاصمة للثقافة العربية
تم اختيار مدينة الرياض لتكون عاصمة الثقافة العربية عام 2000م ؛ نظرًا لما تميزت به الرياض العاصمة من حراك ثقافي وتعليمي ملفت على المستوى الداخلي من حيث توفر المؤسسات التعليمية سواء في التعليم العام أو التعليم العالي أو التعليم المهني والفني، إلى جانب وفرة المكتبات العامة والوطنية، كما أقيم على أرضها العديد من الفعاليات والندوات والمؤتمرات والمهرجانات الثقافية إلى جانب معرض الرياض الدولي للكتاب مما جعلها تتميز كعاصمة على مستوى الدول العربية.

### الحياة الاجتماعية
الزي الرسمي لسكان مدينة الرياض هو نفسه الزي السعودي الرسمي، الخاص بالرجال عبارة عن قميص طويل مصنوع من القطن أو الصوف ويسمى الثوب، بالإضافة إلى الشماغ وهو عبارة عن قطعة قماش مصنوعة من القطن ومخططة بالأحمر ويثبت على الرأس بالعقال الأسود، إلى جانب الغترة وهي عبارة عن قطعة قماش بيضاء مصنوعة من القطن الخفيف. أما بالنسبة للزي التقليدي المخصص للنساء عمومًا فهو عبارة عن غطاء أسود ساتر للجسم ويسمى العباية بالإضافة إلى غطاء الرأس الطرحة والنقاب. يمنع في مدينة الرياض خصوصًا في السعودية عمومًا أكل لحم الخنزير وشرب الخمور بكافة أنواعها، وتعد القهوة العربية من أهم تقاليد المجتمع السعودي عمومًا وإحدى أهم مظاهر الضيافة، التقليد العربي القديم في الكرم مازال قائما حتى يومنا هذا من قاطني المدينة والبدو.

### المطبخ
تعتمد كل منطقة في المملكة العربية السعودية في تجهيز مأكولاتها على ما يتوافر في بيئتها المحلية من مكونات، من أبرز الأطباق المشهورة في مدينة الرياض خصوصًا وما يحيط بها من المدن عمومًا: القرصان، والقبابيط، والمراصيع، والصبيب، والمرقوق، والدخن، جريش، المحلى (عصيدة)، والمفروك، والحنيني، والحميس (مرق)، ومن الأطباق الحديثة حيث لم يكن يتوفر سوى القمح، الكبسة والمندي، والمضغوط، رز البخاري، الرز الشعبي، رز البشاور. وساهم وجود الوافدين في المدينة بإضافة عدد من الأطباق إلى المطبخ السعودي، كما ساهم عدد من المطاعم بإدخال بعض الأطباق من المطابخ العربية الأخرى والآسيوية إلى أصناف المأكولات الشعبية السعودية. بالإضافة إلى ذلك، تنتشر العديد من المطاعم والمقاهي الغربية والشرقية في المدينة.

### المتاحف
يوجد في مدينة الرياض عدد من المتاحف التابعة للجهات الرسمية والجهات الخاصة والمجموعات، يعتبر المتحف الوطني السعودي التابع لمركز الملك عبد العزيز التاريخي المعلم الوطني على مستوى المتاحف في المملكة العربية السعودية، حيث تبلغ مساحته الإجمالية لمبناه المكون من طابقين 28,000 ألف متر مربع. ومن متاحف مدينة الرياض: متحف صقر الجزيرة للطيران، ومتحف العملات، ومتحف الآثار بجامعة الملك سعود، ومتحف التراث للفنون والحرف، ومتحف مشوح المشوح للتراث، ومتحف عشيرة سدير للتراث، ومتحف أحمد بن عمر الزهراني، ومتحف العميري للتراث، ومتحف جذور وتراث، ومتحف شبه الجزيرة، ومتحف المغربي، ومتحف الوايلي، ومتحف الوكيل للتراث.

### المهرجانات

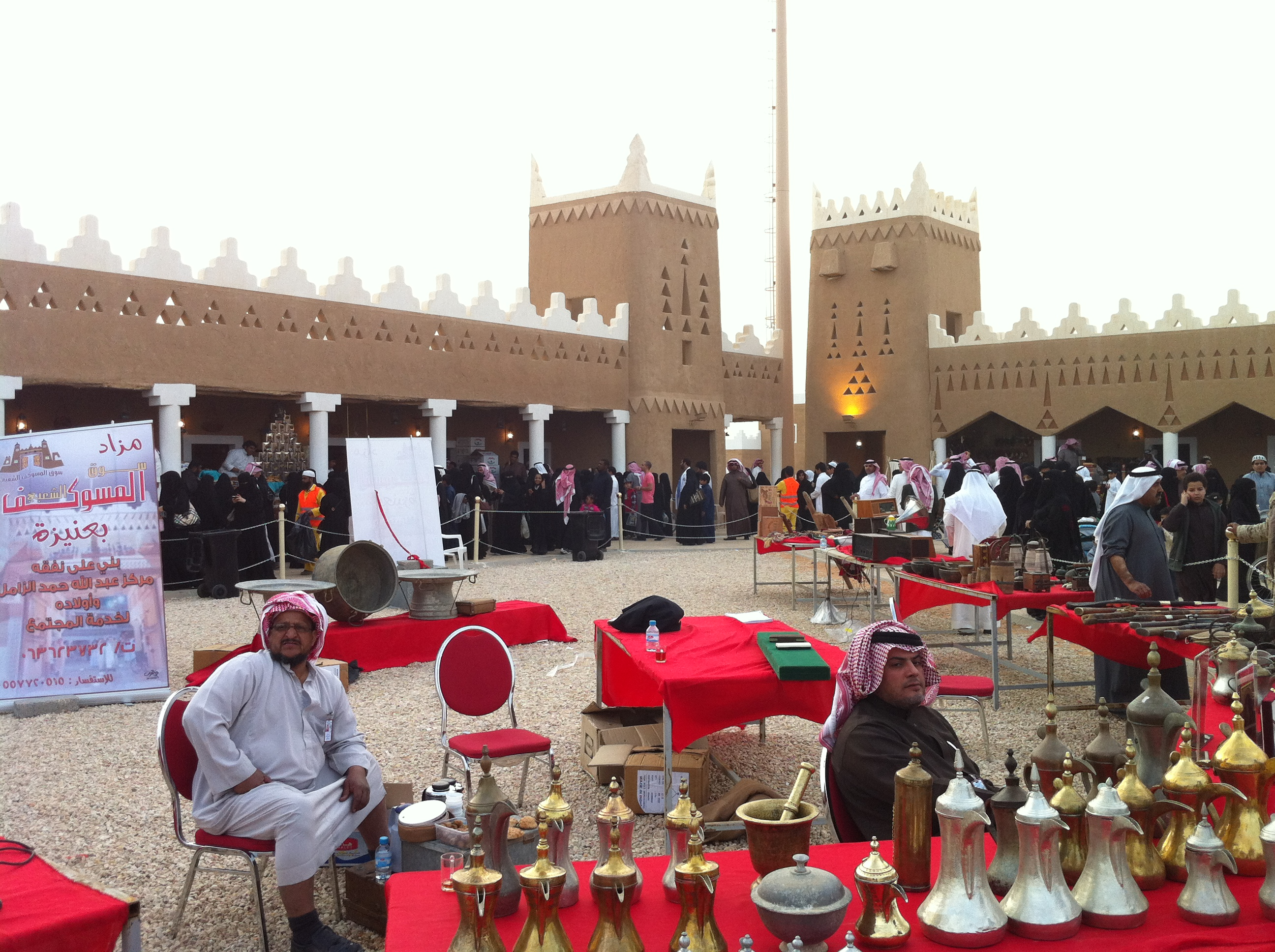
جانب من مهرجان الجنادرية في دورته 27 الذي أقيم عام 2012.

تقام في مدينة الرياض العديد من المهرجانات التراثية والثقافية والشعرية والسياحية، وأشهر مهرجانات المملكة عمومًا والرياض خصوصًا على الإطلاق مهرجان الجنادرية وهو مهرجان تراثي وثقافي يقام منذ عام 1405 هـ الموافق 1985 وكانت الدورة الأولى للمهرجان في الرابع والعشرين من شهر مارس عام 1985م / 1405 هـ، وغالبا ما يكون موعده في فصل الربيع بين شهري فبراير ومارس ويجذب العديد من الزوار داخل وخارج المملكة، وكان يقام تحت إشراف وزارة الحرس الوطني السعودي، قبل نقله إلى وزارة الثقافة، وغير مهرجان الجنادرية، مهرجان التمور، ومهرجان ربيع الرياض وهو معرض لتصميم وتنسيق الحدائق والزهور، وفعاليات تتمحور حول الزهور.

### اختيار الرياض عاصمة للإعلام العربي
في يوم 9 مايو 2018م، اختيرت الرياض عاصمة للإعلام العربي لعامي 2018-2019م. وتم الاحتفال بهذا المنصب في تاريخ 17 ديسمبر 2018م في المدينة.

## وسائل النقل

### الطرق
تخدم المدينة الكثير من الطرق والطرق الرئيسة هي: طريق الملك فهد، طريق الملك عبد الله، طريق الملك عبد العزيز، طريق الملك سلمان. والطريق الدائري الذي يبلغ طوله 76 كم ويقسم إلى أربع محاور رئيسة هي: الطريق الدائري الشمالي، الطريق الدائري الشرقي، الطريق الدائري الجنوبي، الطريق الدائري الغربي، وشارع الملك فيصل (الوزير)، ومن الشرق إلى الغرب: شارع الإمام فيصل بن تركي (شارع الخزان) وشارع اليمامة (شارع الجمعة)، وشارع الشميسي الجديد، وشارع المعذر، ويتعامد مع طريق الملك فهد: شارع صلاح الدين الأيوبي، وشارع الأحساء بالملز، وشارع الناصرية الذي يأخذ اتجاه من الشرق إلى الغرب ثم يتغير اتجاهه ليصبح من الجنوب إلى الشمال، طريق التخصصي وطوله 36 كم يمتد من شارع العروبة حتى طريق الثمامة شمالا، ويرتبط مع طريق مطار الملك خالد الدولي، وطريق مكة. ومداخل المدينة: المدخل الجنوبي من طريق الدائري الجنوبي، والمدخل الغربي امتداد لطريق مكة غرباً ويؤدي إلى مكة المكرمة، والمدخل الشمالي يلتقي مع الدائري الشمالي ويؤدي إلى القصيم وشمال المملكة، والمدخل الشرقي والشمالي الشرقي ويؤدي إلى المنطقة الشرقية.

### المطار

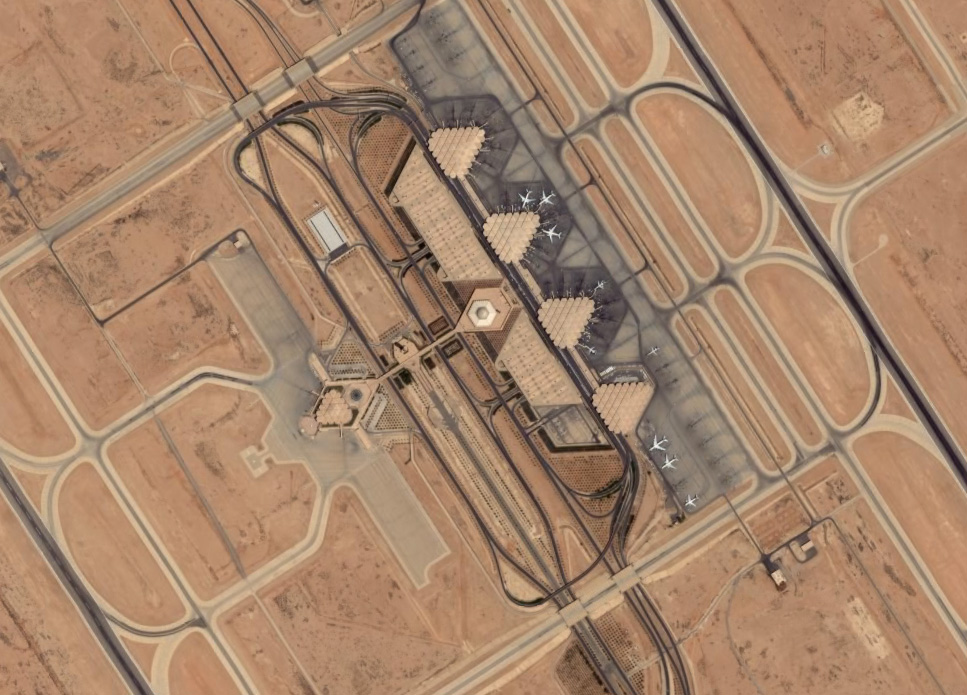
مطار الملك خالد الدولي.

في الرياض مطار الملك خالد الدولي، ويقع على بعد 35 كيلومتراً شمال وسط المدينة، هو مطار المدينة الرئيسي، يخدم المطار أكثر من 25 مليون مسافر سنويا.

### القطار
المؤسسة العامة للخطوط الحديدية هي شركة مملوكة للدولة توفر خدمات الشحن على خطين رئيسيين بلغ مجموعها 1018 كيلومتراً، تعمل بين مدينتي الرياض والدمام.
والمشروع الحديث قطار الشمال الجنوب للسكك الحديدية طوله 2400 كيلومتر يبدأ من الرياض ويمتد باتجاه الشمال الغربي إلى الحديثة بالقرب من الحدود الأردنية.

### النقل العام

منظور لنموذج من محطات القطار الكهربائي على مستوى الأرض.

جزء من مشروع الملك عبد العزيز للنقل العام في الرياض، الذي يعد منظومة عامة متكاملة تشمل شبكة من الحافلات والقطارات (مترو الرياض)، وهو يغطي 176 كيلومتر من مدينة الرياض، وله 85 محطة و 6 مسارات مختلفة. منحت عقود المشروع في يوليو عام 2013م، وبلغت التكلفة الإجمالية 22.5 مليار دولار. وتصل الطاقة الاستيعابية للمشروع 1.16 مليون راكب يومياً في بداية تشغيله وترتفع خلال عشر سنوات إلى 3.6 ملايين راكب يومياً. بدأ تنفيذ المشروع في عام 2014، وفي أكتوبر 2018 بلغت نسبة إنجاز الشروع 75%، وفي سبتمبر 2019 افتتحت 3 خطوط للسكك الحديدية، وسيتم تشغيل بقية خطوط القطار في منتصف عام 2020.
توجد 6 مسارات للقطارات وهي:
- محور طريق العليا-البطحاء.
- محور طريق الملك عبد الله.
- محور طريق المدينة المنورة وطريق سعد بن عبد الرحمن الأول.
- محور طريق مطار الملك خالد الدولي.
- محور طريق الملك عبد العزيز.
- محور طريق عبد الرحمن بن عوف وطريق الشيخ حسن بن حسين بن علي.

## الهندسة المعمارية

### الرياض القديمة
بلدة الرياض القديمة كانت داخل أسوار ولا تتجاوز مساحتها 1 كم، وبالتالي لم يتبق منها إلا عدد قليل جداً من المباني الهامة، ابرزها حصن المصمك. وهناك أيضاً عدد من المنازل الشعبية المبنية من اللبن داخل البلدة القديمة. في البداية كان التوسع خارج أسوار المدينة بطيئاً، على الرغم من وجود بعض الواحات والمستوطنات الصغيرة المحيطة بالرياض. كان البناء الرئيسي الأول هو قصر المربع. الذي أُنشِئ في عام 1936م، وأنجز في عام 1938م، وانتقلت أسرة مؤلفة من 800 شخص إليه في عام في نفس العام. القصر الآن هو جزء من مجمع «مركز الملك عبد العزيز التاريخي» ويمثل أحد أهم عناصره.
توجد قرى وبلدات أخرى قريبة من الرياض وصل اليها الزحف العمراني منها الدرعية، ومنفوحة ووادي لبن. خلافاً لما حدث في الأيام الأولى لتنمية الرياض التي تم خلالها هدم العديد من المباني، الهيئة العامة للسياحة والتراث الوطني تبذل جهودا لإعادة إحياء فن العمارة التاريخية في الرياض ومناطق أخرى من المملكة.

### المواقع الأثرية
توجد مواقع أثرية ذات أهمية تاريخية منها بوابات مدينة الرياض: من الشرق باب الثميري نسبة إلى رجل من حريملاء قتل عند هذا الباب في عهد قيام الدولة السعودية الأولى، والباب الشمالي باب آل سويلم نسبة إلى أسرة تسكن جوار هذا الباب، والباب الجنوبي باب دخنة نسبة إلى بئر بجواره، والباب الغربي باب المذبح حيث يذبح الجزارون الماشية خارجه ثم يذهبون بها إلى داخل المدينة، والباب الجنوبي الغربي باب الشميسي نسبة إلى محل خارج المدينة. وهناك أربع قصور تاريخية وهي قصر المصمك، قصر المربع، قصر الشمسية، الأمير محمد بن عبد الرحمن.

## الرياض 2030
في فبراير 2019 دشن الملك سلمان بن عبد العزيز ووضع حجر الأساس لـ1281 مشروعا في الرياض كجزء من 2830 مشروعا مخصصة لمنطقة الرياض ومحافظاتها الـ22، تغطي كافة القطاعات التنموية من إسكان وصحة وتعليم وبيئة وطرق وكهرباء وجميع الخدمات والتي تأتي متوافقة مع أهداف ومستهدفات رؤية السعودية 2030، لناحية رفع نسبة تملك المواطنين للسكن عبر تدشين 15 مشروعا سكنيا في الرياض ومحافظاتها، وإنشاء أكبر متحف إسلامي في العاصمة ستكون زيارته متاحة للجميع، وتحويل الرياض إلى واحة خضراء ذات مطلات مائية وحدائق وممرات مشاة، من خلال مشروع بيئي ضخم لبحيرات جنوب العاصمة تقع على مساحة 315 ألف متر مربع.
كما تضمنت مشاريع الرياض المدشنة مدنًا رياضية على مساحات كبيرة، و7 مدن طبية ومستشفيات كبرى و16 مشروعا تعليميا، إضافة إلى تطوير المطارات وتوسعتها، وتنمية شبكة الطرق ورفع مستواها.

## معالم الرياض
| قصر المصمك حصن مبني من اللبن، مع أربعة أبراج المراقبة وجدران سميكة، يقع في الأحياء القديمة في وسط الرياض. لعب هذا المبنى جزء رئيسي في تاريخ المملكة، كما بدء ابن سعود من هذا الحصن بالاستيلاء على مدينة الرياض، في 14 يناير 1902م. |
| برج الفيصلية هو أحد أبرز مباني مدينة الرياض. يقع على مساحة 55000 م2 في شمال مدينة الرياض في حي العليا. يتكون من برج مكتبي بارتفاع 267 مترا ويحتل المرتبة الأربعين ضمن أطول مباني العالم وبثلاثين دورًا، ويرتفع إلى أعلى بشكل هرمي مقوس الحواف يعلوه كرة زجاجية، وصالة للحفلات تمثل فراغًًا مفتوحًا بدون أعمدة بمساحة 80م 57xم تتسع لحوالي 4000 شخص. |
| برج المملكة برج المملكة ناطحة سحاب في مدينة الرياض. هو ثالث أطول ناطحة سحاب في البلاد بعد أبراج البيت وبرج رافال، وثالث أطول مبنى في العالم مع وجود ثقب في أعلاه، بعد مركز شانغهاي المالي العالمي وبرج تانتكس سكاي. |
| مركز الملك عبد الله المالي مركز الملك عبد الله المالي (KAFD) KAFD) مشروع جديد قيد الإنشاء بالقرب من طريق الملك فهد في الصحافة. يتألف من 59 برجا في منطقة تبلغ 1.6 مليون متر مربع. وسيتم توفير أكثر من 3 ملايين متر مربع من المساحات للاستخدامات المختلفة، 62,000 أماكن وقوف السيارات ولإقامة 12,000 نسمة. |
| مطار الملك خالد الدولي (إياتا: RUH، إيكاو: OERK) هو مطار دولي يبعد عن العاصمة السعودية الرياض حوالي 35 كيلو متر شمالاً، قام بتصميمه المكتب الأمريكي للهندسة المعمارية هلموت، أوباتا وكاساباوم، وافتتح في 1983 ليكون أكبر مطار في العالم من حيث المساحة. |
| قصر الحكم معلم سياسي وتاريخي يقع وسط مدينة الرياض، على مساحة 11.500 متر مربع. يعود تاريخه للدولة السعودية الثانية، حيث هدم في آخر عهدها، وتمت إعادة بنائه في عهد الملك عبد العزيز. وعملت الهيئة العليا لتطوير مدينة الرياض على ترميمه وإعادة بنائه مع الحفاظ على الملامح التقليدية للعمارة في المنطقة. يحتوي القصر على مكتب الملك، وصالة استقبال المراجعين، وإقامة المناسبات وتلقي البيعة، وقاعات ومجالس للضيافة. سمي القصر في مرحلة لاحقة بمقر إمارة منطقة الرياض، ويضم مكتبا لأمير المنطقة، ومكتبا لنائبه، ومجلس استقبال المواطنين وقاعة للاجتماعات. وتعتبر ساحات القصر كميدان العدل وساحة الصفاة وساحة الإمام محمد بن سعود مقصدًا للتنزه والتسوق والتجوال في المنطقة التاريخية. |
| جامع الإمام تركي بن عبد الله الجامع الكبير ويسمى جامع الإمام تركي بن عبد الله (بني في الفترة ما بين 1236 هـ - 1249 هـ) يقع في منطقة قصر الحكم وسط مدينة الرياض، وقد أنشىء في عهد الإمام تركي بن عبد الله مؤسس الدولة السعودية الثانية، ويعد الجامع من أكبر المساجد في مدينة الرياض وأهمها وقد مر بتوسعات عديدة. |

## الرياض الرسمية

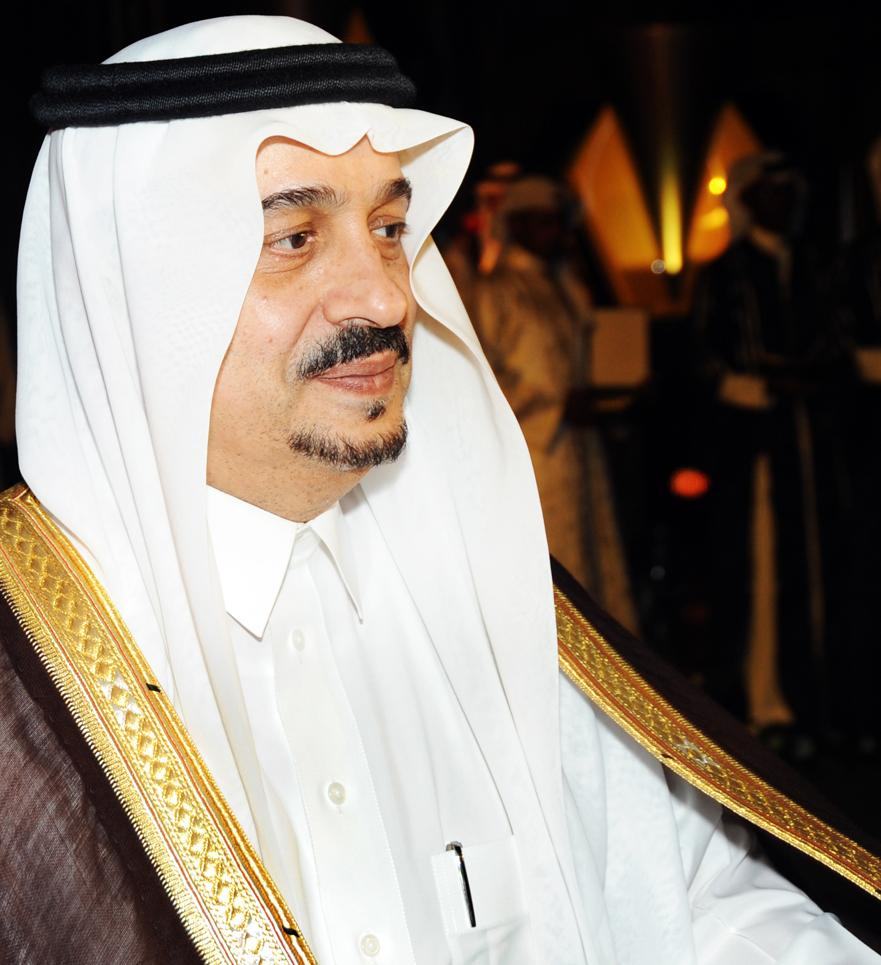
فيصل بن بندر بن عبد العزيز آل سعود الأمير الحالي لمنطقة الرياض

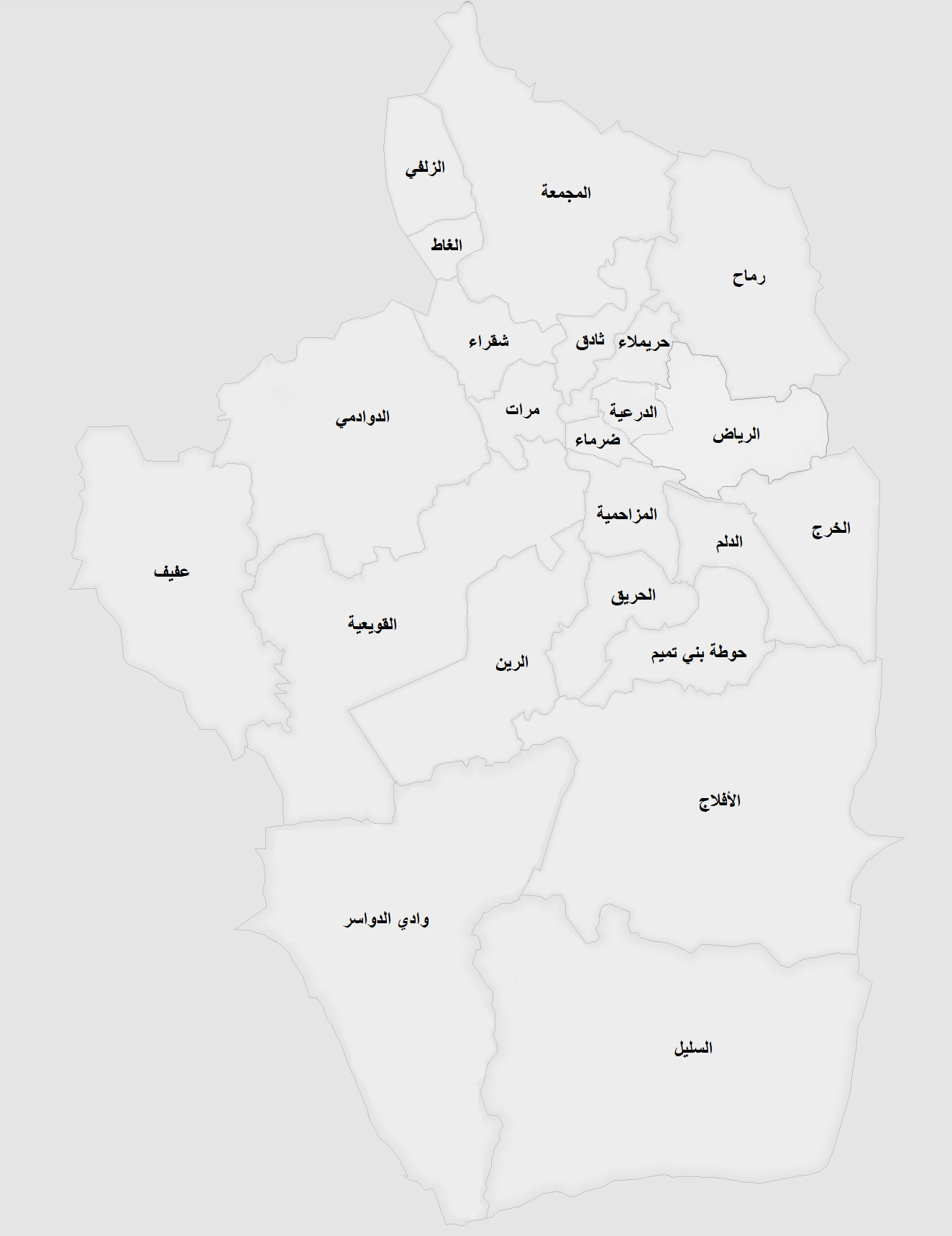
موقع الرياض بالنسبة لمحافظات المنطقة
موقع منطقة الرياض بالنسبة للسعودية

والرياض هي مركز إمارة منطقة الرياض إحدى مناطق المملكة العربية السعودية الثلاثة عشر، وهي عاصمة المملكة العربية السعودية منذ تأسيسها. تحوي الرياض أيضا على أغلب الوزارات ومعظم الإدارات الرسميّة، السفارات والقنصليات، ويقع فيها قصر اليمامة مقر حكم ملوك السعودية، وفيه الديوان الملكي.

### أمناء ورؤساء الرياض
| رؤساء بلدية الرياض                            |                                                           |                                                          |
| حسن بخاري (1356 هـ - 1360 هـ)                 | زيني بري                                                  | عبد الله المشاط                                          |
| محمود جميل فطاني                              | عمر خميس                                                  | أحمد خليفة النبهاني                                      |
| عبد المحسن الصالح الرشيد                      | محمد حسن أخضر                                             |                                                          |
| أمناء الرياض (1373هـ -)                       |                                                           |                                                          |
| فهد الفيصل (1373هـ - 1386هـ)                  | عبد العزيز بن سليمان بن ثنيان (1386هـ - 1396هـ)           | عبد الله العلي النعيم (1396هـ - 1411هـ)                  |
| مساعد بن عبد الرحمن العنقري (1411هـ - 1418هـ) | عبد العزيز بن محمد بن عياف (1418هـ - 1433هـ)              | عبد الله بن عبد الرحمن المقبل (1433هـ - 1436هـ)          |
| إبرهيم السلطان (1436هـ - 1439هـ)              | طارق بن عبد العزيز الفارس (1439هـ - 29 ربيع الأول 1441هـ) | فيصل بن عبد العزيز آل مقرن (29 ربيع الأول 1441هـ - الآن) |

## أعلام الرياض
- ثمامة بن أثال الحنفي، صحابي مسلم، وكان ملك من ملوك اليمامة في الجاهلية.
- ميمون بن قيس أعشى قيس أو الأعشى، شاعر جاهلي، صاحب أحد المعلقات العشر.
- عبد العزيز بن باز، فقيه مسلم.
- عبد العزيز بن عبد الرحمن الفيصل، مؤسس المملكة العربية السعودية.
- زرقاء اليمامة.
- مجاعة بن مرارة.
- دهام بن دواس.
- الشيخ أ.د. سعود بن إبراهيم الشريم، إمام وخطيب المسجد الحرام.

## المدن الصديقة
المدن الشقيقة للرياض هي:
- المكسيك - أكابولكو.[155]
- المكسيك - ارموسييو سونورا.[155]
- لبنان - بيروت.[156]

مدن ترتبط مع الرياض باتفاقيات صداقة وتعاون:
- فرنسا - باريس (1997)[157]

## معرض الصور

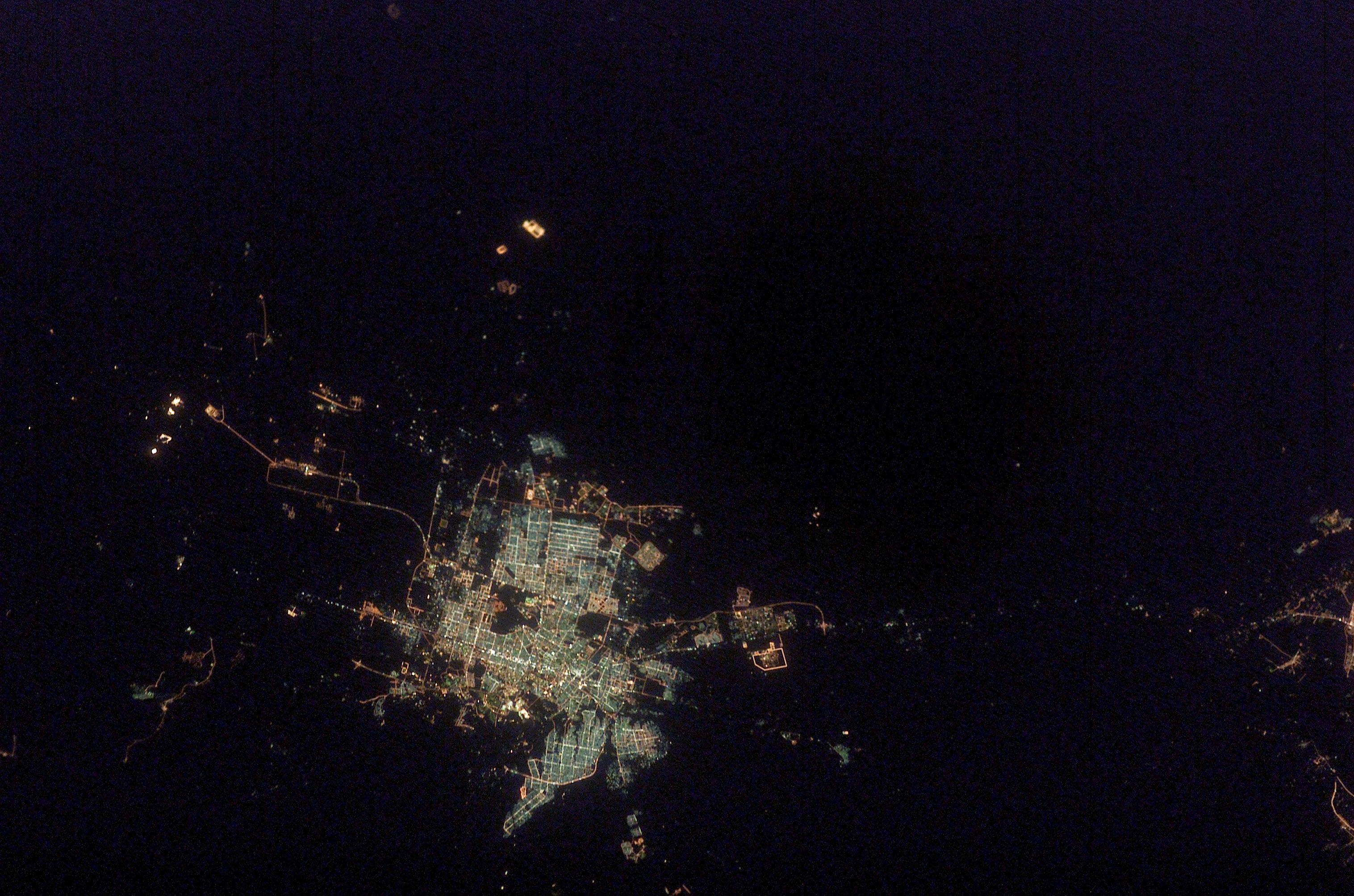
صورة فضائية للرياض ليلاً
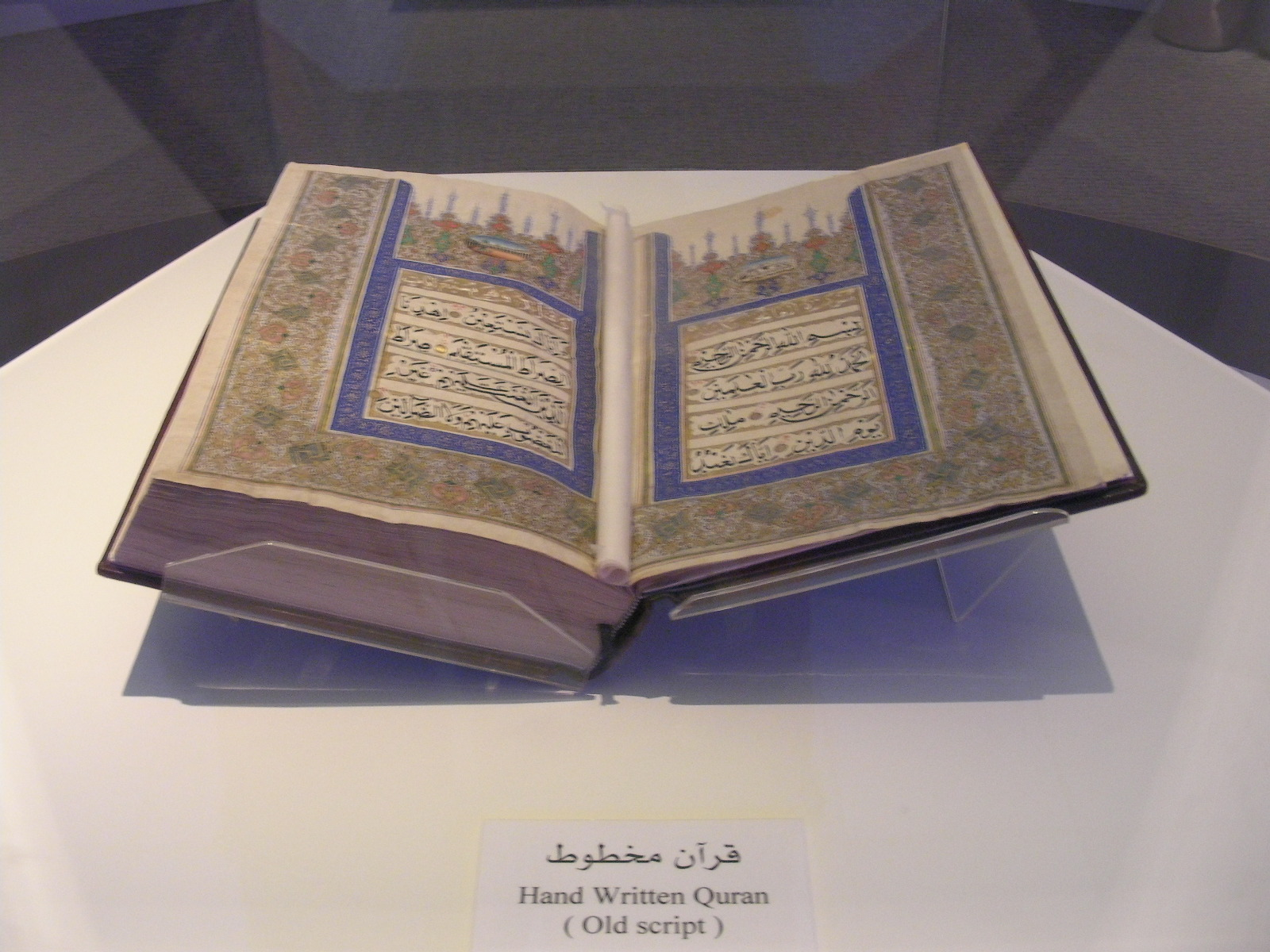
قرآن مخطوط، في المتحف الوطني بالرياض
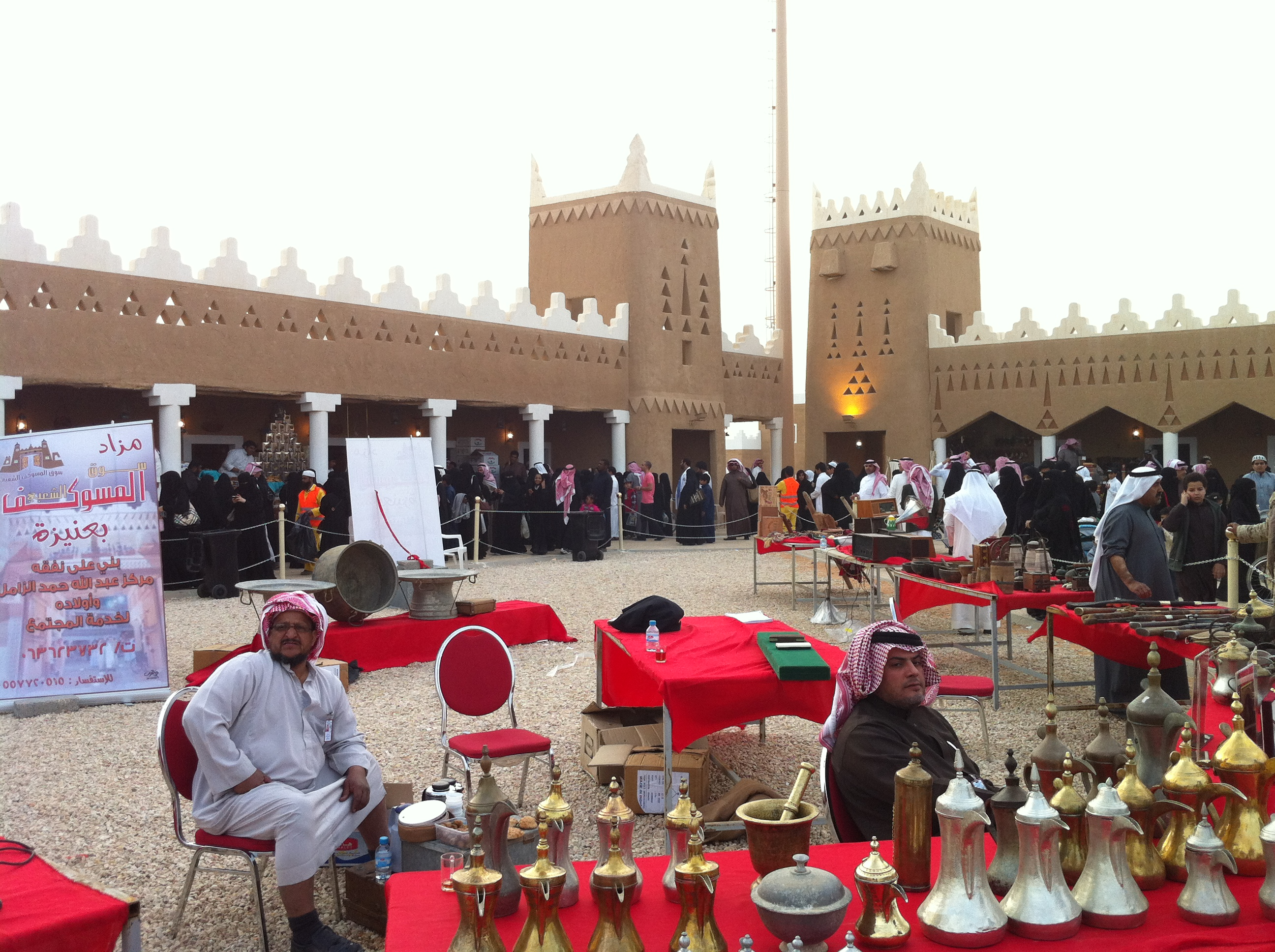
من معروضات مهرجان الجنادرية 27
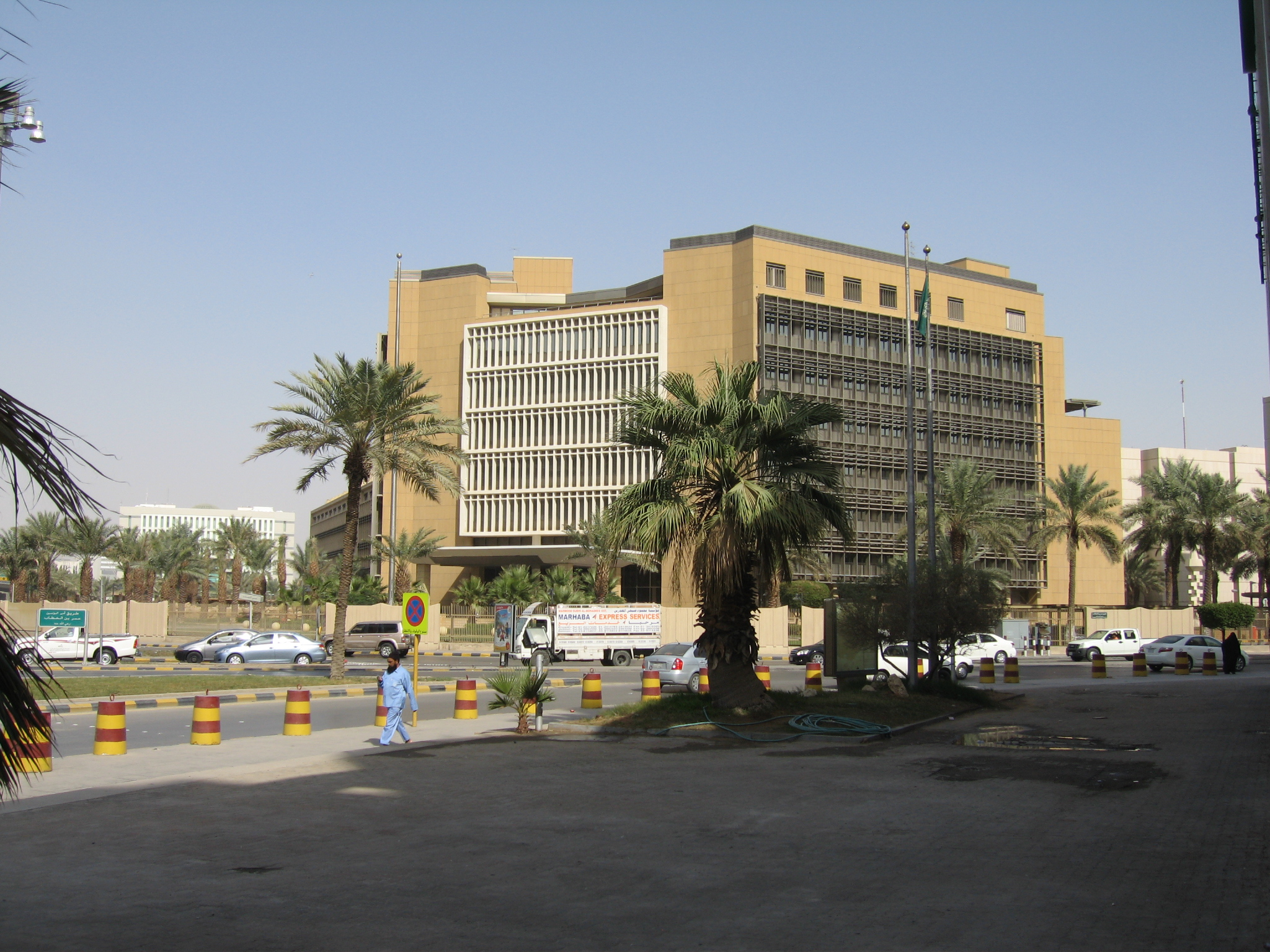
مبنى وزارة المالية السعودية في الرياض
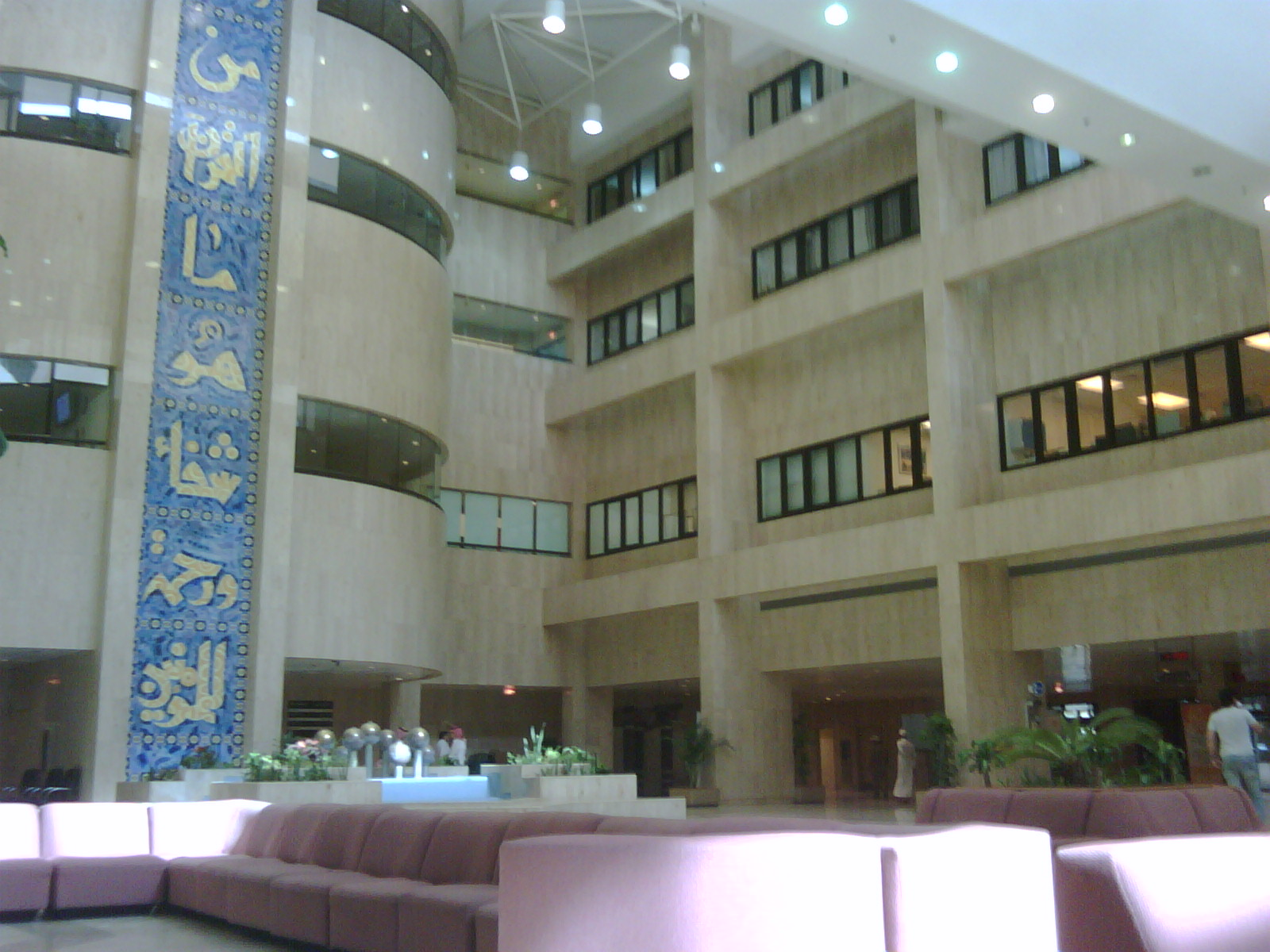
مدينة الملك فهد الطبية، المستشفى الرئيسي
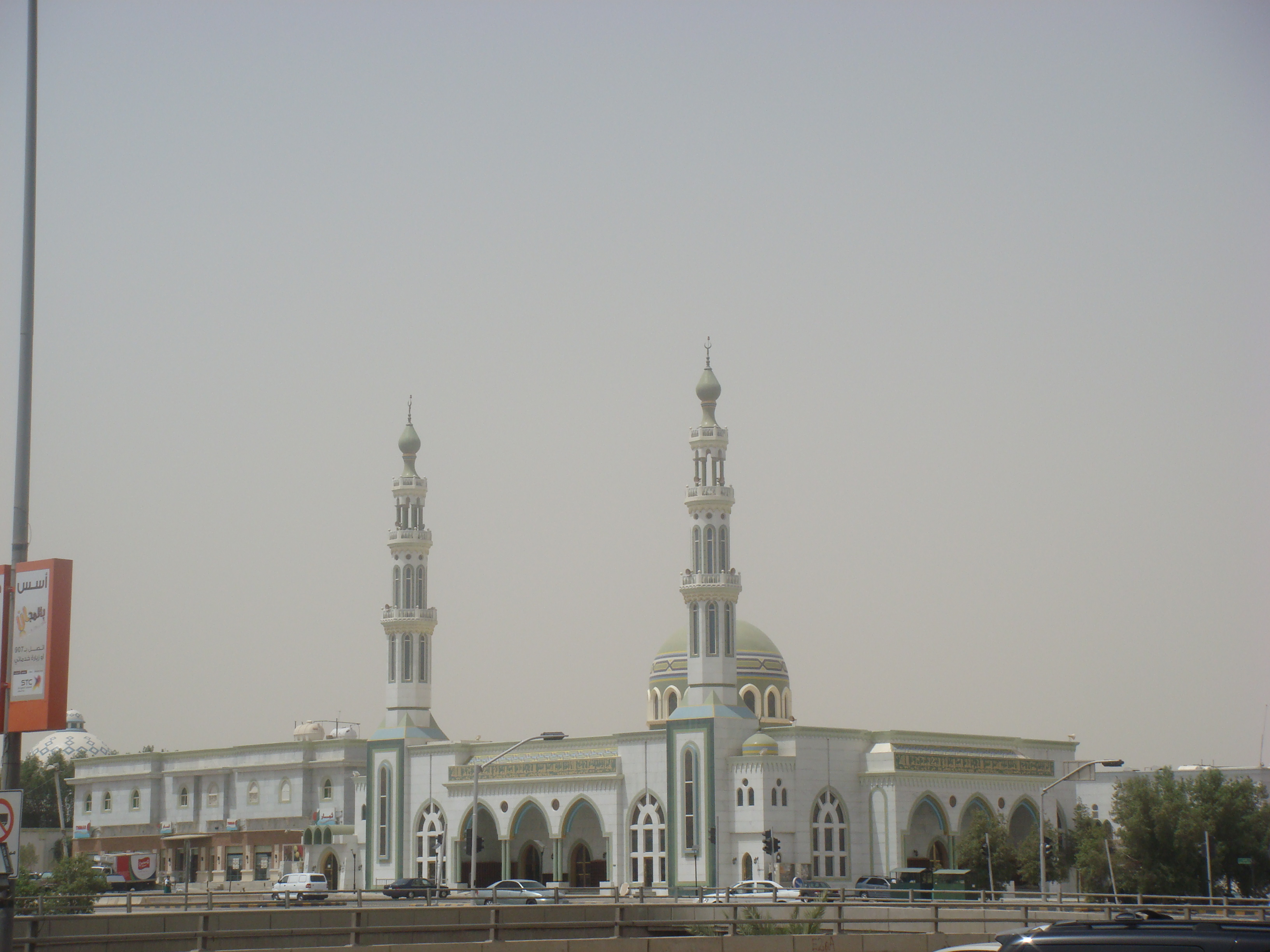
مسجد العويضة
قاعدة الرياض الجوية
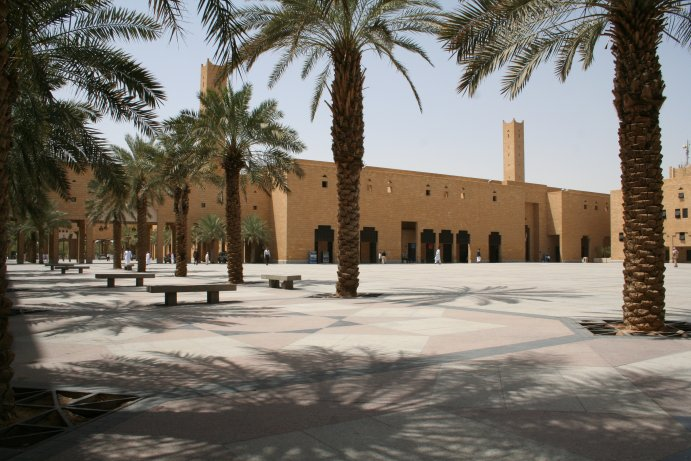
ساحة الصفاة، مقابلة لجامع الإمام تركي بن عبد الله
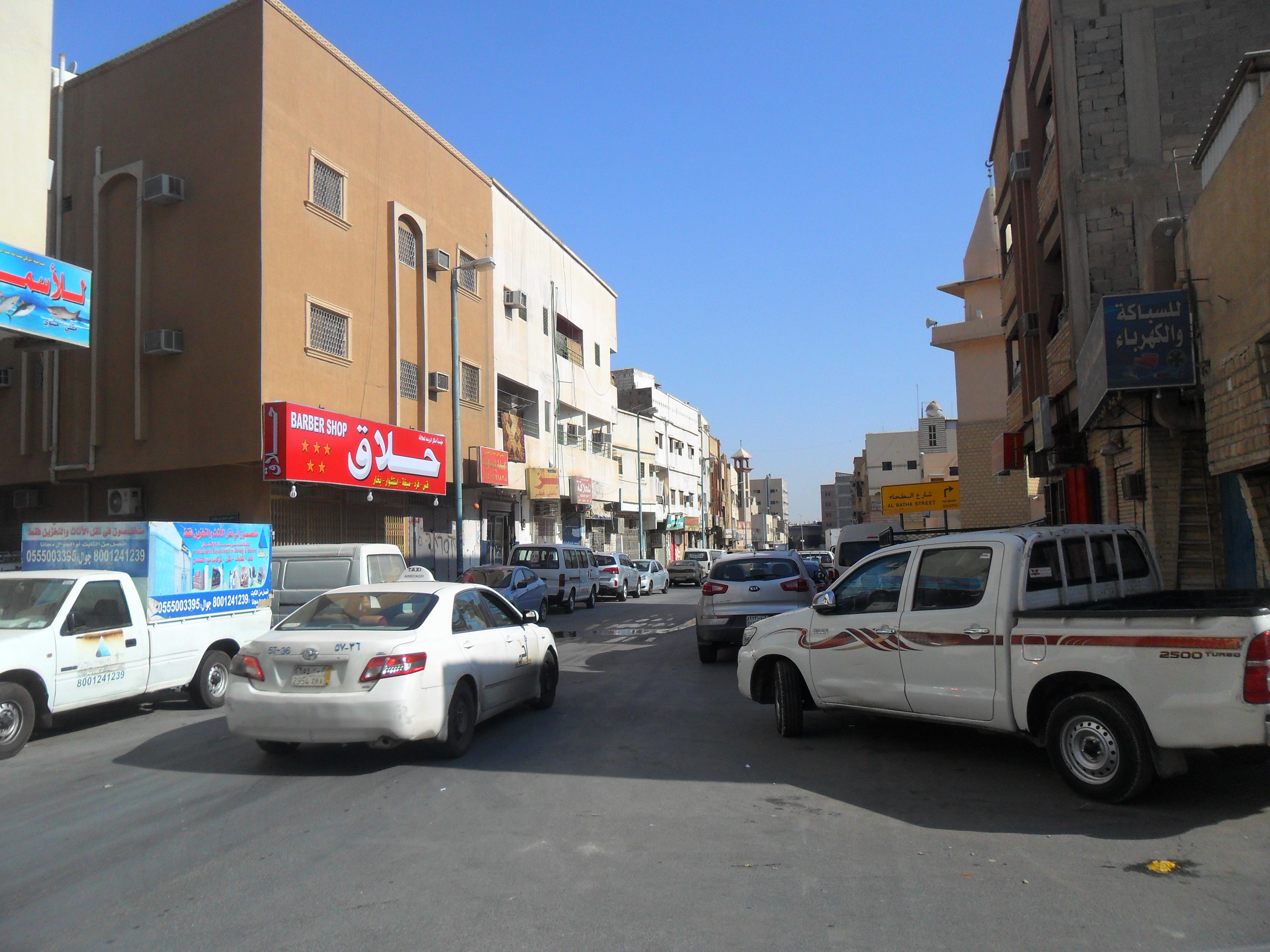
ممر سفيان بن وهب بحي منفوحة الجديدة التابعة لبلدية البطحاء
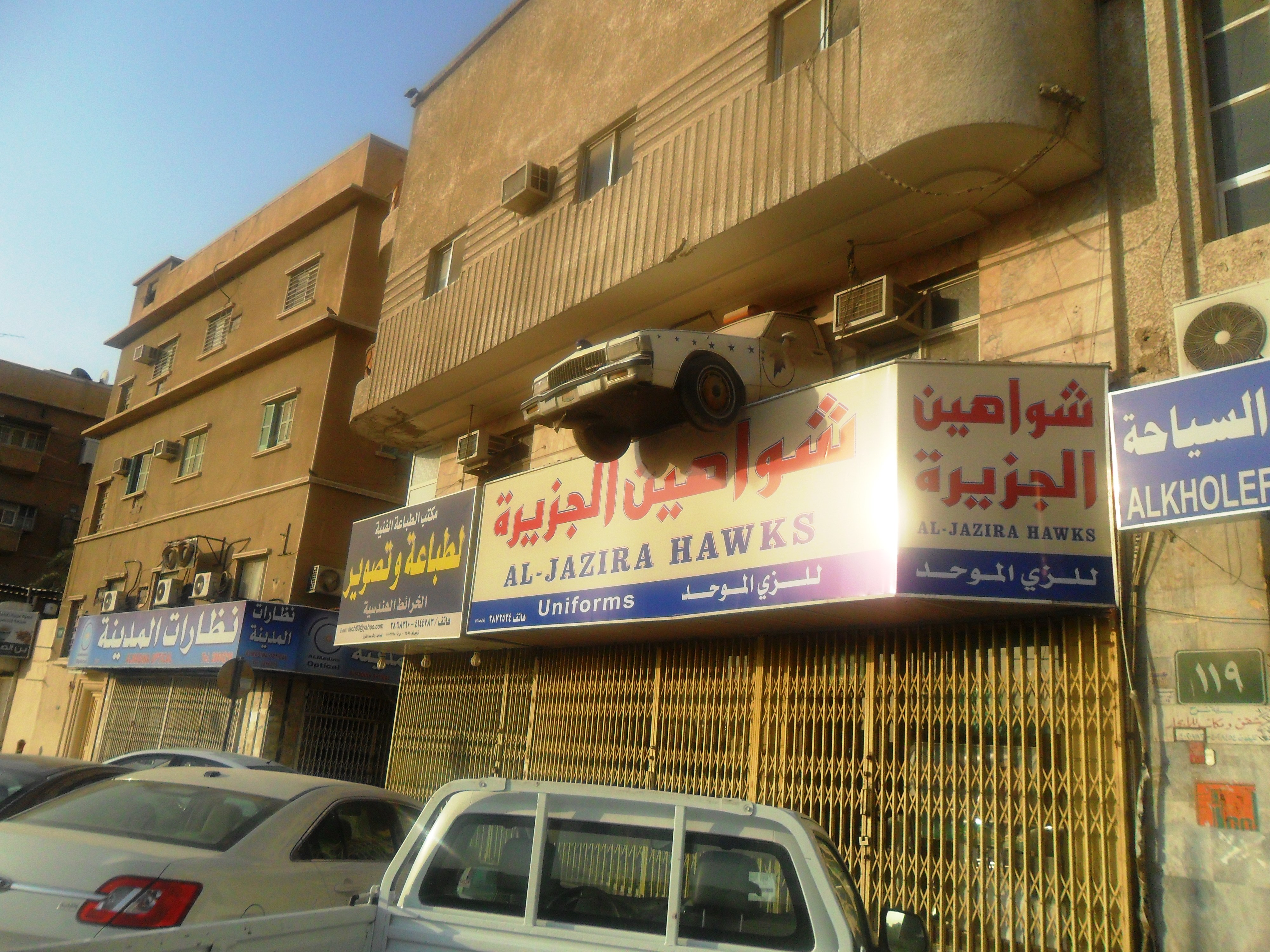
إحدى المحلات في حي الديرة عند شارع الملك فيصل
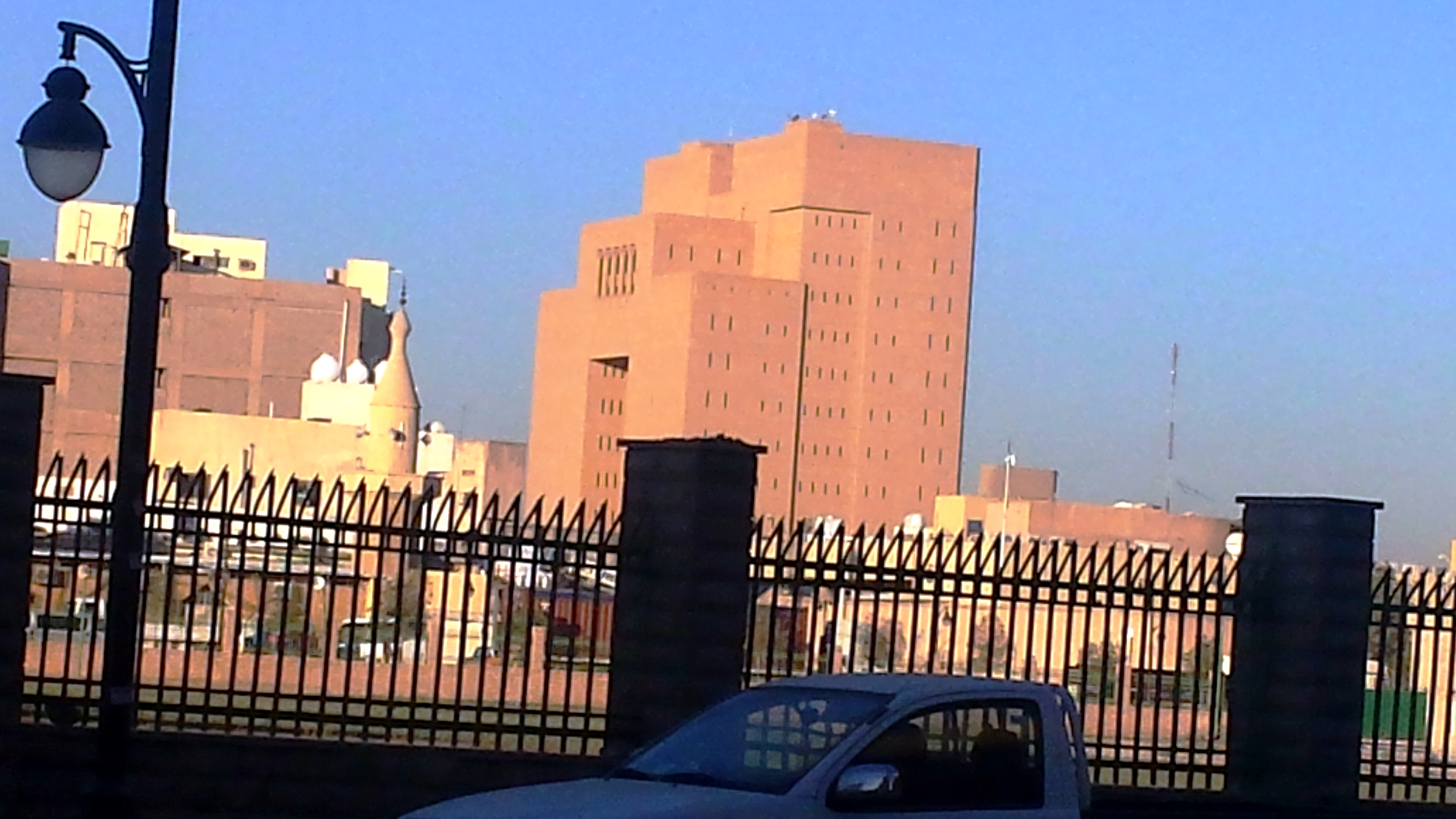
الصورة الجانبية لمبنى المحكمة العامة
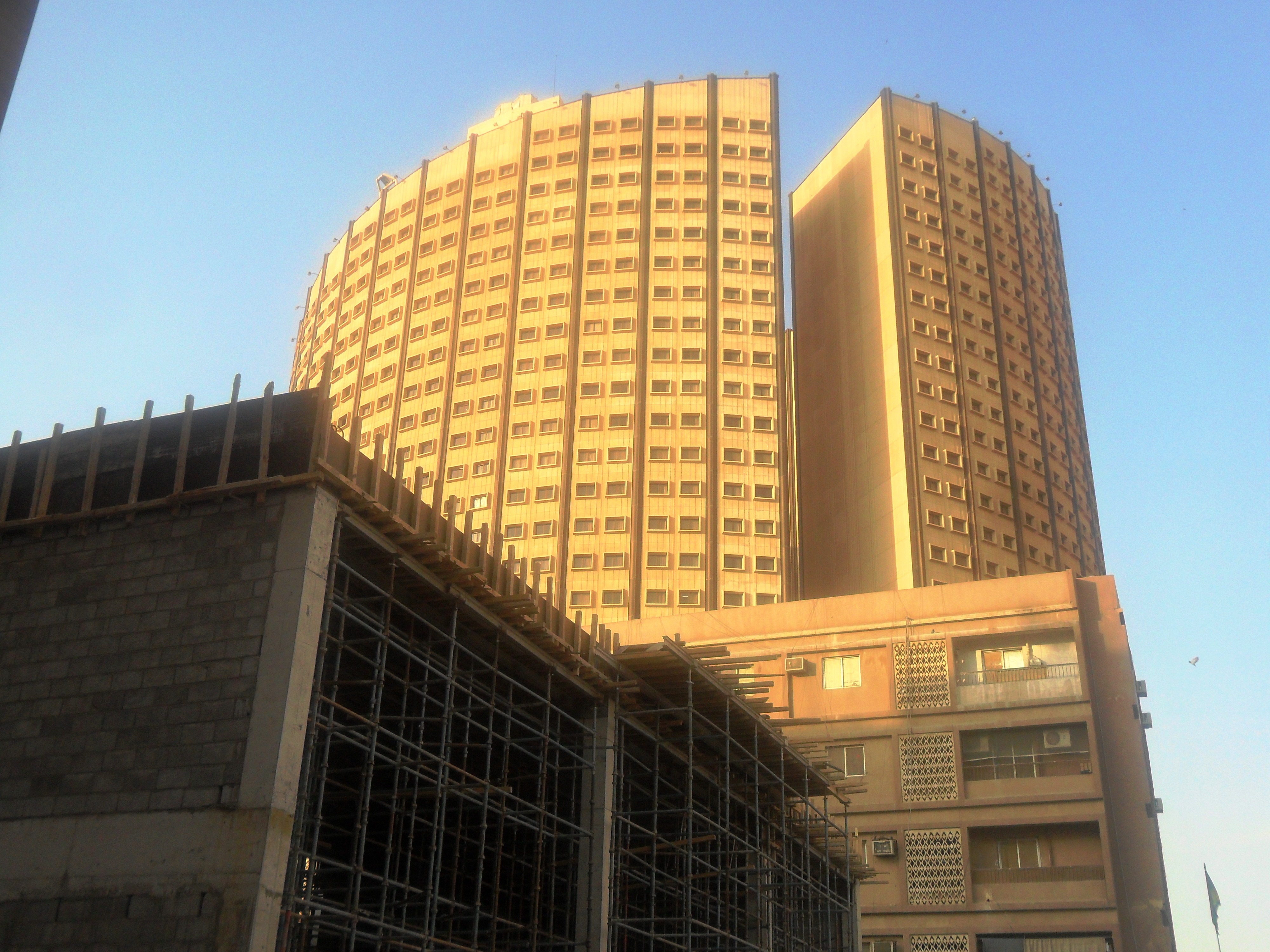
مبنى أبراج الخالدية (الاسم الرسمي:فور بوينت شيراتون)